# 2004
Portal Geschichte | Portal Biografien | Aktuelle Ereignisse | Jahreskalender | Tagesartikel

◄ |
20. Jahrhundert |
21. Jahrhundert

◄ |
1970er |
1980er |
1990er |
2000er
| 2010er | 2020er | 2030er | ►

◄◄ |
◄ |
2000 |
2001 |
2002 |
2003 |
2004
| 2005 | 2006 | 2007 | 2008 | ► | ►►
 Jan.
| Feb.
| Mär.
| Apr.
| Mai
| Jun.
| Jul.
| Aug.
| Sep.
| Okt.
| Nov.
| Dez.
Staatsoberhäupter · Wahlen · Nekrolog  · Literaturjahr · Musikjahr · Filmjahr · Rundfunkjahr · Sportjahr
| Januar | Januar | Januar | Januar | Januar | Januar | Januar | Januar |
| Kw     | Mo     | Di     | Mi     | Do     | Fr     | Sa     | So     |
| ------ | ------ | ------ | ------ | ------ | ------ | ------ | ------ |
| 1      |        |        |        | 1      | 2      | 3      | 4      |
| 2      | 5      | 6      | 7      | 8      | 9      | 10     | 11     |
| 3      | 12     | 13     | 14     | 15     | 16     | 17     | 18     |
| 4      | 19     | 20     | 21     | 22     | 23     | 24     | 25     |
| 5      | 26     | 27     | 28     | 29     | 30     | 31     |        |

| Februar | Februar | Februar | Februar | Februar | Februar | Februar | Februar |
| Kw      | Mo      | Di      | Mi      | Do      | Fr      | Sa      | So      |
| ------- | ------- | ------- | ------- | ------- | ------- | ------- | ------- |
| 5       |         |         |         |         |         |         | 1       |
| 6       | 2       | 3       | 4       | 5       | 6       | 7       | 8       |
| 7       | 9       | 10      | 11      | 12      | 13      | 14      | 15      |
| 8       | 16      | 17      | 18      | 19      | 20      | 21      | 22      |
| 9       | 23      | 24      | 25      | 26      | 27      | 28      | 29      |

| März | März | März | März | März | März | März | März |
| Kw   | Mo   | Di   | Mi   | Do   | Fr   | Sa   | So   |
| ---- | ---- | ---- | ---- | ---- | ---- | ---- | ---- |
| 10   | 1    | 2    | 3    | 4    | 5    | 6    | 7    |
| 11   | 8    | 9    | 10   | 11   | 12   | 13   | 14   |
| 12   | 15   | 16   | 17   | 18   | 19   | 20   | 21   |
| 13   | 22   | 23   | 24   | 25   | 26   | 27   | 28   |
| 14   | 29   | 30   | 31   |      |      |      |      |

| April | April | April | April | April | April | April | April |
| Kw    | Mo    | Di    | Mi    | Do    | Fr    | Sa    | So    |
| ----- | ----- | ----- | ----- | ----- | ----- | ----- | ----- |
| 14    |       |       |       | 1     | 2     | 3     | 4     |
| 15    | 5     | 6     | 7     | 8     | 9     | 10    | 11    |
| 16    | 12    | 13    | 14    | 15    | 16    | 17    | 18    |
| 17    | 19    | 20    | 21    | 22    | 23    | 24    | 25    |
| 18    | 26    | 27    | 28    | 29    | 30    |       |       |

| Mai | Mai | Mai | Mai | Mai | Mai | Mai | Mai |
| Kw  | Mo  | Di  | Mi  | Do  | Fr  | Sa  | So  |
| --- | --- | --- | --- | --- | --- | --- | --- |
| 18  |     |     |     |     |     | 1   | 2   |
| 19  | 3   | 4   | 5   | 6   | 7   | 8   | 9   |
| 20  | 10  | 11  | 12  | 13  | 14  | 15  | 16  |
| 21  | 17  | 18  | 19  | 20  | 21  | 22  | 23  |
| 22  | 24  | 25  | 26  | 27  | 28  | 29  | 30  |
| 23  | 31  |     |     |     |     |     |     |

| Juni | Juni | Juni | Juni | Juni | Juni | Juni | Juni |
| Kw   | Mo   | Di   | Mi   | Do   | Fr   | Sa   | So   |
| ---- | ---- | ---- | ---- | ---- | ---- | ---- | ---- |
| 23   |      | 1    | 2    | 3    | 4    | 5    | 6    |
| 24   | 7    | 8    | 9    | 10   | 11   | 12   | 13   |
| 25   | 14   | 15   | 16   | 17   | 18   | 19   | 20   |
| 26   | 21   | 22   | 23   | 24   | 25   | 26   | 27   |
| 27   | 28   | 29   | 30   |      |      |      |      |

| Juli | Juli | Juli | Juli | Juli | Juli | Juli | Juli |
| Kw   | Mo   | Di   | Mi   | Do   | Fr   | Sa   | So   |
| ---- | ---- | ---- | ---- | ---- | ---- | ---- | ---- |
| 27   |      |      |      | 1    | 2    | 3    | 4    |
| 28   | 5    | 6    | 7    | 8    | 9    | 10   | 11   |
| 29   | 12   | 13   | 14   | 15   | 16   | 17   | 18   |
| 30   | 19   | 20   | 21   | 22   | 23   | 24   | 25   |
| 31   | 26   | 27   | 28   | 29   | 30   | 31   |      |

| August | August | August | August | August | August | August | August |
| Kw     | Mo     | Di     | Mi     | Do     | Fr     | Sa     | So     |
| ------ | ------ | ------ | ------ | ------ | ------ | ------ | ------ |
| 31     |        |        |        |        |        |        | 1      |
| 32     | 2      | 3      | 4      | 5      | 6      | 7      | 8      |
| 33     | 9      | 10     | 11     | 12     | 13     | 14     | 15     |
| 34     | 16     | 17     | 18     | 19     | 20     | 21     | 22     |
| 35     | 23     | 24     | 25     | 26     | 27     | 28     | 29     |
| 36     | 30     | 31     |        |        |        |        |        |

| September | September | September | September | September | September | September | September |
| Kw        | Mo        | Di        | Mi        | Do        | Fr        | Sa        | So        |
| --------- | --------- | --------- | --------- | --------- | --------- | --------- | --------- |
| 36        |           |           | 1         | 2         | 3         | 4         | 5         |
| 37        | 6         | 7         | 8         | 9         | 10        | 11        | 12        |
| 38        | 13        | 14        | 15        | 16        | 17        | 18        | 19        |
| 39        | 20        | 21        | 22        | 23        | 24        | 25        | 26        |
| 40        | 27        | 28        | 29        | 30        |           |           |           |

| Oktober | Oktober | Oktober | Oktober | Oktober | Oktober | Oktober | Oktober |
| Kw      | Mo      | Di      | Mi      | Do      | Fr      | Sa      | So      |
| ------- | ------- | ------- | ------- | ------- | ------- | ------- | ------- |
| 40      |         |         |         |         | 1       | 2       | 3       |
| 41      | 4       | 5       | 6       | 7       | 8       | 9       | 10      |
| 42      | 11      | 12      | 13      | 14      | 15      | 16      | 17      |
| 43      | 18      | 19      | 20      | 21      | 22      | 23      | 24      |
| 44      | 25      | 26      | 27      | 28      | 29      | 30      | 31      |

| November | November | November | November | November | November | November | November |
| Kw       | Mo       | Di       | Mi       | Do       | Fr       | Sa       | So       |
| -------- | -------- | -------- | -------- | -------- | -------- | -------- | -------- |
| 45       | 1        | 2        | 3        | 4        | 5        | 6        | 7        |
| 46       | 8        | 9        | 10       | 11       | 12       | 13       | 14       |
| 47       | 15       | 16       | 17       | 18       | 19       | 20       | 21       |
| 48       | 22       | 23       | 24       | 25       | 26       | 27       | 28       |
| 49       | 29       | 30       |          |          |          |          |          |

| Dezember | Dezember | Dezember | Dezember | Dezember | Dezember | Dezember | Dezember |
| Kw       | Mo       | Di       | Mi       | Do       | Fr       | Sa       | So       |
| -------- | -------- | -------- | -------- | -------- | -------- | -------- | -------- |
| 49       |          |          | 1        | 2        | 3        | 4        | 5        |
| 50       | 6        | 7        | 8        | 9        | 10       | 11       | 12       |
| 51       | 13       | 14       | 15       | 16       | 17       | 18       | 19       |
| 52       | 20       | 21       | 22       | 23       | 24       | 25       | 26       |
| 53       | 27       | 28       | 29       | 30       | 31       |          |          |

| Januar | Januar | Januar | Januar | Januar | Januar | Januar | Januar |
| Kw     | Mo     | Di     | Mi     | Do     | Fr     | Sa     | So     |
| ------ | ------ | ------ | ------ | ------ | ------ | ------ | ------ |
| 1      |        |        |        | 1      | 2      | 3      | 4      |
| 2      | 5      | 6      | 7      | 8      | 9      | 10     | 11     |
| 3      | 12     | 13     | 14     | 15     | 16     | 17     | 18     |
| 4      | 19     | 20     | 21     | 22     | 23     | 24     | 25     |
| 5      | 26     | 27     | 28     | 29     | 30     | 31     |        |

| Februar | Februar | Februar | Februar | Februar | Februar | Februar | Februar |
| Kw      | Mo      | Di      | Mi      | Do      | Fr      | Sa      | So      |
| ------- | ------- | ------- | ------- | ------- | ------- | ------- | ------- |
| 5       |         |         |         |         |         |         | 1       |
| 6       | 2       | 3       | 4       | 5       | 6       | 7       | 8       |
| 7       | 9       | 10      | 11      | 12      | 13      | 14      | 15      |
| 8       | 16      | 17      | 18      | 19      | 20      | 21      | 22      |
| 9       | 23      | 24      | 25      | 26      | 27      | 28      | 29      |

| März | März | März | März | März | März | März | März |
| Kw   | Mo   | Di   | Mi   | Do   | Fr   | Sa   | So   |
| ---- | ---- | ---- | ---- | ---- | ---- | ---- | ---- |
| 10   | 1    | 2    | 3    | 4    | 5    | 6    | 7    |
| 11   | 8    | 9    | 10   | 11   | 12   | 13   | 14   |
| 12   | 15   | 16   | 17   | 18   | 19   | 20   | 21   |
| 13   | 22   | 23   | 24   | 25   | 26   | 27   | 28   |
| 14   | 29   | 30   | 31   |      |      |      |      |

| April | April | April | April | April | April | April | April |
| Kw    | Mo    | Di    | Mi    | Do    | Fr    | Sa    | So    |
| ----- | ----- | ----- | ----- | ----- | ----- | ----- | ----- |
| 14    |       |       |       | 1     | 2     | 3     | 4     |
| 15    | 5     | 6     | 7     | 8     | 9     | 10    | 11    |
| 16    | 12    | 13    | 14    | 15    | 16    | 17    | 18    |
| 17    | 19    | 20    | 21    | 22    | 23    | 24    | 25    |
| 18    | 26    | 27    | 28    | 29    | 30    |       |       |

| Mai | Mai | Mai | Mai | Mai | Mai | Mai | Mai |
| Kw  | Mo  | Di  | Mi  | Do  | Fr  | Sa  | So  |
| --- | --- | --- | --- | --- | --- | --- | --- |
| 18  |     |     |     |     |     | 1   | 2   |
| 19  | 3   | 4   | 5   | 6   | 7   | 8   | 9   |
| 20  | 10  | 11  | 12  | 13  | 14  | 15  | 16  |
| 21  | 17  | 18  | 19  | 20  | 21  | 22  | 23  |
| 22  | 24  | 25  | 26  | 27  | 28  | 29  | 30  |
| 23  | 31  |     |     |     |     |     |     |

| Juni | Juni | Juni | Juni | Juni | Juni | Juni | Juni |
| Kw   | Mo   | Di   | Mi   | Do   | Fr   | Sa   | So   |
| ---- | ---- | ---- | ---- | ---- | ---- | ---- | ---- |
| 23   |      | 1    | 2    | 3    | 4    | 5    | 6    |
| 24   | 7    | 8    | 9    | 10   | 11   | 12   | 13   |
| 25   | 14   | 15   | 16   | 17   | 18   | 19   | 20   |
| 26   | 21   | 22   | 23   | 24   | 25   | 26   | 27   |
| 27   | 28   | 29   | 30   |      |      |      |      |

| Juli | Juli | Juli | Juli | Juli | Juli | Juli | Juli |
| Kw   | Mo   | Di   | Mi   | Do   | Fr   | Sa   | So   |
| ---- | ---- | ---- | ---- | ---- | ---- | ---- | ---- |
| 27   |      |      |      | 1    | 2    | 3    | 4    |
| 28   | 5    | 6    | 7    | 8    | 9    | 10   | 11   |
| 29   | 12   | 13   | 14   | 15   | 16   | 17   | 18   |
| 30   | 19   | 20   | 21   | 22   | 23   | 24   | 25   |
| 31   | 26   | 27   | 28   | 29   | 30   | 31   |      |

| August | August | August | August | August | August | August | August |
| Kw     | Mo     | Di     | Mi     | Do     | Fr     | Sa     | So     |
| ------ | ------ | ------ | ------ | ------ | ------ | ------ | ------ |
| 31     |        |        |        |        |        |        | 1      |
| 32     | 2      | 3      | 4      | 5      | 6      | 7      | 8      |
| 33     | 9      | 10     | 11     | 12     | 13     | 14     | 15     |
| 34     | 16     | 17     | 18     | 19     | 20     | 21     | 22     |
| 35     | 23     | 24     | 25     | 26     | 27     | 28     | 29     |
| 36     | 30     | 31     |        |        |        |        |        |

| September | September | September | September | September | September | September | September |
| Kw        | Mo        | Di        | Mi        | Do        | Fr        | Sa        | So        |
| --------- | --------- | --------- | --------- | --------- | --------- | --------- | --------- |
| 36        |           |           | 1         | 2         | 3         | 4         | 5         |
| 37        | 6         | 7         | 8         | 9         | 10        | 11        | 12        |
| 38        | 13        | 14        | 15        | 16        | 17        | 18        | 19        |
| 39        | 20        | 21        | 22        | 23        | 24        | 25        | 26        |
| 40        | 27        | 28        | 29        | 30        |           |           |           |

| Oktober | Oktober | Oktober | Oktober | Oktober | Oktober | Oktober | Oktober |
| Kw      | Mo      | Di      | Mi      | Do      | Fr      | Sa      | So      |
| ------- | ------- | ------- | ------- | ------- | ------- | ------- | ------- |
| 40      |         |         |         |         | 1       | 2       | 3       |
| 41      | 4       | 5       | 6       | 7       | 8       | 9       | 10      |
| 42      | 11      | 12      | 13      | 14      | 15      | 16      | 17      |
| 43      | 18      | 19      | 20      | 21      | 22      | 23      | 24      |
| 44      | 25      | 26      | 27      | 28      | 29      | 30      | 31      |

| November | November | November | November | November | November | November | November |
| Kw       | Mo       | Di       | Mi       | Do       | Fr       | Sa       | So       |
| -------- | -------- | -------- | -------- | -------- | -------- | -------- | -------- |
| 45       | 1        | 2        | 3        | 4        | 5        | 6        | 7        |
| 46       | 8        | 9        | 10       | 11       | 12       | 13       | 14       |
| 47       | 15       | 16       | 17       | 18       | 19       | 20       | 21       |
| 48       | 22       | 23       | 24       | 25       | 26       | 27       | 28       |
| 49       | 29       | 30       |          |          |          |          |          |

| Dezember | Dezember | Dezember | Dezember | Dezember | Dezember | Dezember | Dezember |
| Kw       | Mo       | Di       | Mi       | Do       | Fr       | Sa       | So       |
| -------- | -------- | -------- | -------- | -------- | -------- | -------- | -------- |
| 49       |          |          | 1        | 2        | 3        | 4        | 5        |
| 50       | 6        | 7        | 8        | 9        | 10       | 11       | 12       |
| 51       | 13       | 14       | 15       | 16       | 17       | 18       | 19       |
| 52       | 20       | 21       | 22       | 23       | 24       | 25       | 26       |
| 53       | 27       | 28       | 29       | 30       | 31       |          |          |

## Ereignisse

### Politik und Weltgeschehen
Siehe auch: Liste der Resolutionen des UN-Sicherheitsrates (2004)

#### Januar
- 01. Januar: Joseph Deiss wird Bundespräsident der Schweiz.
- 01. Januar: Irland übernimmt von Italien die Präsidentschaft im europäischen Rat.
- 01. Januar: Der niederländische Außenminister Jaap de Hoop Scheffer wird NATO-Generalsekretär.
- 14. Januar: Óscar Berger Perdomo wird Staatspräsident von Guatemala.
- 15. Januar bis 21. Januar: 4. Weltsozialforum in Mumbai (Indien)
- 16. Januar: Die Außenminister Joschka Fischer (Deutschland), Dominique de Villepin (Frankreich) und Włodzimierz Cimoszewicz (Polen) treffen sich im Rahmen des Weimarer Dreiecks.
- 20. Januar: Mazedonien beschließt per Gesetz die Gründung einer staatlichen Universität im mehrheitlich albanisch bewohnten Tetovo.
- 21. Januar: Das auswärtige Amt finanziert zwei Justizaufbauprojekte des Max-Planck-Instituts für ausländisches öffentliches Recht und Völkerrecht (Heidelberg) in Afghanistan.
- 24. Januar: Entlassung des Vorsitzenden der Bundesagentur für Arbeit Florian Gerster nach Misstrauensvotum
- 25. Januar: Georgien: Micheil Saakaschwili wird Staatspräsident.

#### Februar
- 01. Februar: Das Übereinkommen zum Schutz der Albatrosse und Sturmvögel (ACAP) tritt in Kraft.
- 02. Februar: Brunei: Carl XVI. Gustaf von Schweden löst durch sein Lob des Sultans eine außenpolitische Krise seiner Heimat aus
- 05. Februar: Lettland: Ministerpräsident Einars Repše tritt zurück
- 06. Februar: Bundeskanzler Gerhard Schröder erklärt seinen Rücktritt vom Parteivorsitz der SPD zu Gunsten von Franz Müntefering
- 08. Februar: Volksabstimmungen in der Schweiz, unter anderem wird der Bau einer zweiten Tunnelröhre durch den Gotthard in der Innerschweiz deutlich abgelehnt
- 09. Februar: In einem Interview mit dem Fernsehsender NBC gibt US-Präsident George W. Bush zum ersten Mal zu, dass Zweifel an Geheimdienstberichten über Massenvernichtungswaffen im Irak gerechtfertigt sind. Der Irakkrieg sei trotz dieser nun fragwürdigen Begründung nötig gewesen.
- 10. Februar: Frankreich: Die Nationalversammlung beschließt das sogenannte Laizismusgesetz. Es verbietet das Tragen auffälliger religiöser Symbole während des Unterrichts
- 12. Februar: Eine Reihe von Tagesbrüchen am Siegener Rosterberg beginnt, die Bergschäden werden bundesweit unter dem Titel „Siegener Loch“ bekannt.
- 13. Februar: Präsident Blaise Compaoré von Burkina Faso trifft auf Einladung von Bundespräsident Johannes Rau in Deutschland ein
- 20. Februar: Parlamentswahlen in der Islamischen Republik Iran, viele liberale Kandidaten wurden ausgeschlossen, die Wahlbeteiligung sank auf etwa 50 Prozent
- 24. Februar: Das Rotterdamer Übereinkommen tritt in Kraft. Es regelt unter Berücksichtigung von Gesundheits- und Umweltschutz den Umgang mit gefährlichen Chemikalien.
- 26. Februar: Staatspräsident Boris Trajkovski von Mazedonien stirbt bei einem Flugzeugabsturz.
- 26. Februar: Europäische Parlament hat die Deportation von Tschetschenen und Inguschen 1944 als Völkermord anerkannt.

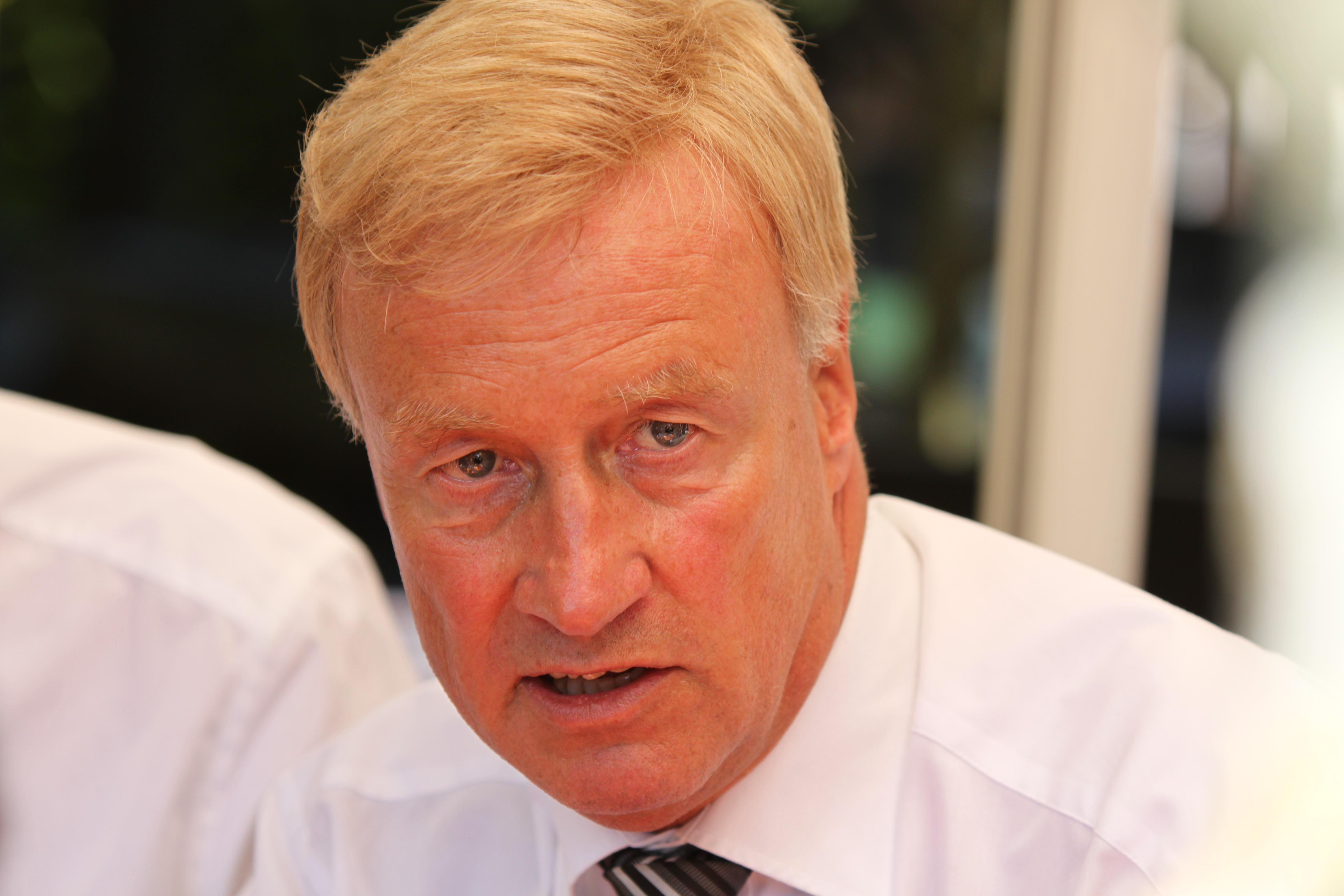
Ole von Beust

- 28. Februar: In Taiwan bilden mehr als eine Million Teilnehmer im Rahmen der 228-Hand-in-Hand-Kundgebung eine Menschenkette von Nord nach Süd.
- 29. Februar: Bürgerschaftswahlen in Hamburg, die CDU erhält die absolute Mehrheit, Ole von Beust bleibt Erster Bürgermeister

#### März
- 01. März: Internationale Friedenstruppen treffen in Haiti ein

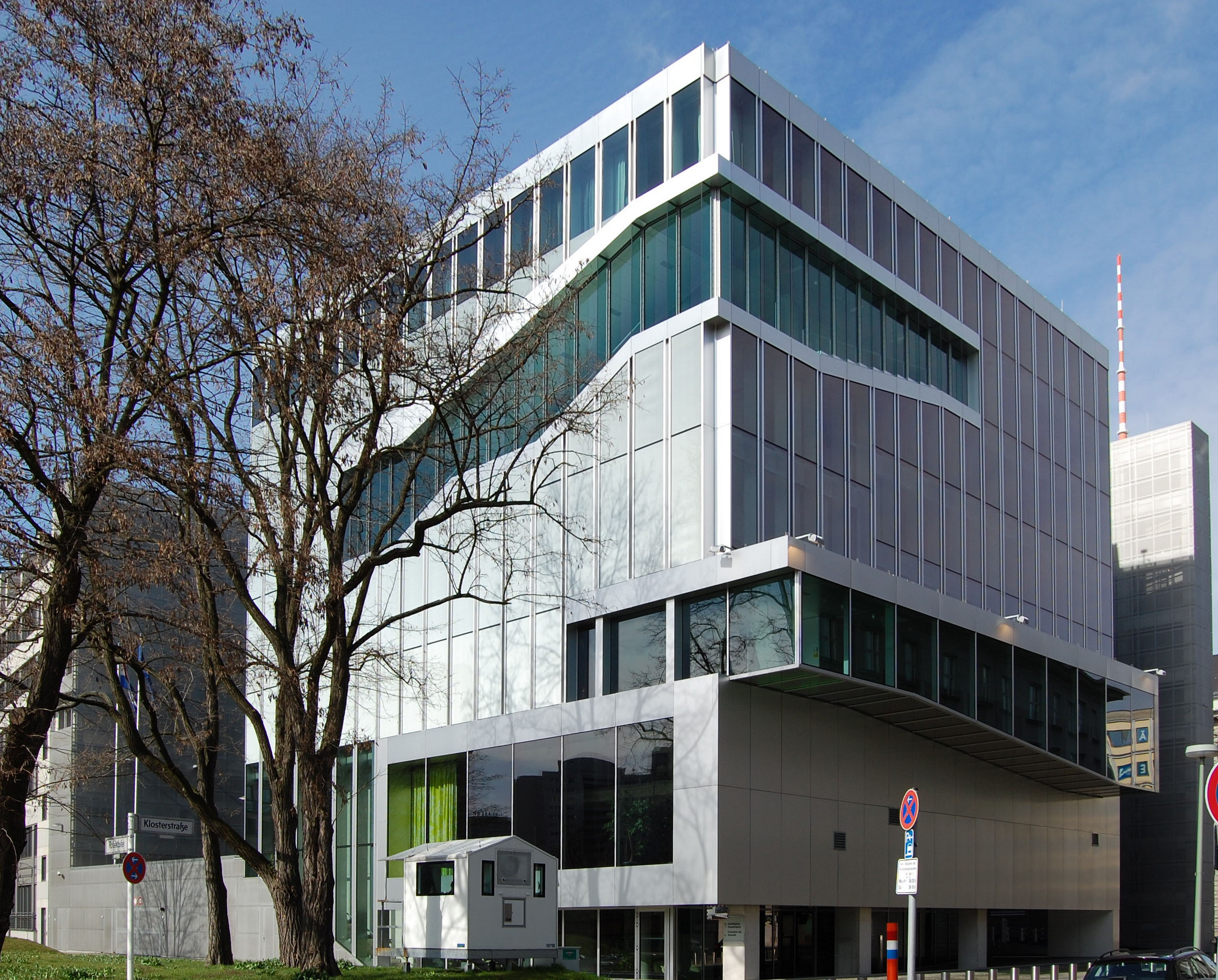
Die niederländische Botschaft in Berlin

- 02. März: Eröffnung der neuen Botschaft der Niederlande in Berlin durch Königin Beatrix
- 07. März: Landtagswahlen in Kärnten und Salzburg, Gemeinderatswahlen in Tirol
- 09. März: Lettland: Indulis Emsis wird neuer Ministerpräsident
- 10. März: Griechenland: Kostas Karamanlis wird Ministerpräsident
- 11. März: Spanien: Terroranschläge am 11. März 2004 in Madrid (191 Tote, 2051 Verletzte)
- 14. März: Wladimir Putin wird als Präsident Russlands in seinem Amt bestätigt
- 14. März: Michail Jefimowitsch Fradkow wird Vorsitzender der Regierung in Russland
- 14. März: Parlamentswahlen in Spanien
- 17. März: Erneute Unruhen im Kosovo, 19 Tote
- 18. März: In Ottawa findet der EU-Kanada-Gipfel statt
- 22. März: Mazedonien stellt Antrag auf Mitgliedschaft in der NATO und der EU
- 23. März: Bundeskanzler Gerhard Schröder besucht Warschau, Polen
- 27. März: Kommunalwahlen in Nigeria
- 28. März: Präsidentschaftswahlen in Guinea-Bissau
- 29. März: Bulgarien, Estland, Lettland, Litauen, Rumänien, Slowakei und Slowenien werden Mitglied der NATO.
- 29. März: In Irland tritt das weltweit erste von einem Staat erlassene Rauchverbot in Kraft. Es gilt an allen Arbeitsplätzen einschließlich Pubs und Restaurants.
- 30. März: Kerstin Müller, Staatsministerin im Auswärtigen Amt, trifft die afghanische Frauenministerin Habiba Sorabi zu einem Gespräch im Auswärtigen Amt
- 30. März: Bundesaußenminister Joschka Fischer trifft mit dem afghanischen Präsidenten Hamid Karzai zu einem Gedankenaustausch zusammen

#### April
- 03. April: Etwa 500.000 Menschen demonstrieren in Berlin, Köln und Stuttgart gegen den Reformkurs der deutschen Bundesregierung
- 03. April und 17. April: Präsidentenwahl in der Slowakei
- 05. April: Das Auswärtige Amt unterstützt das Minensuchhunde-Zentrum (MDC) in Afghanistan mit 1,9 Millionen Euro
- 14. April: Parlamentswahlen in Südafrika
- 15. April: Niederlande: Offizieller Besuch von Bundeskanzler Gerhard Schröder in Rotterdam und Den Haag
- 17. April: Ivan Gašparovič wird neuer Staatspräsident der Slowakei
- 17. April: José Luis Zapatero wird Ministerpräsident in Spanien
- 19. April: Bundesaußenminister Joschka Fischer reist nach Afghanistan
- 22. April: Gründung eines Goethe-Instituts in Ljubljana, Slowenien
- 25. April: Parlaments- und Kommunalwahlen in Äquatorialguinea
- 25. April: Heinz Fischer wird bei der Wahl zum Bundespräsidenten in Österreich gewählt
- 26. April: Die deutsche Luftwaffe erhält die ersten Eurofighter
- 26. April: Giftgas-Attentat in Jordanien vereitelt, es hätten 80.000 Menschen sterben können

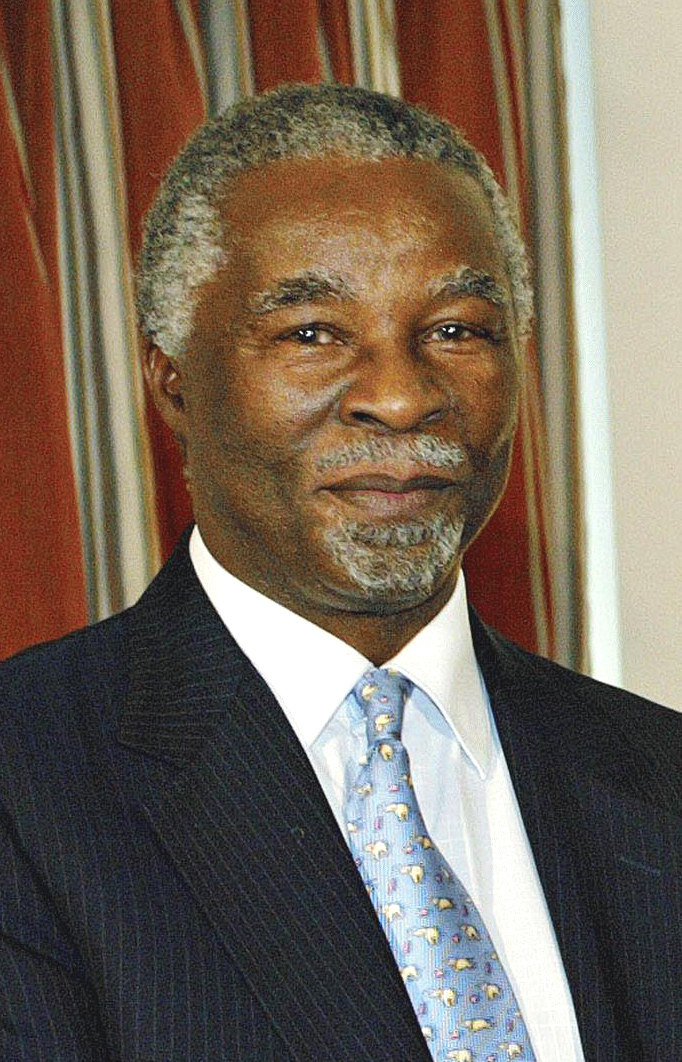
Thabo Mbeki 2003

- 27. April: Thabo Mbeki wird als Präsident von Südafrika vereidigt
- 28. April: Branko Crvenkovski wird Staatspräsident in Mazedonien
- 29. April: Regierungsumbildung in Mali
- 30. April: Der Skandal um Misshandlungen irakischer Häftlinge im Bagdader US-Militärgefängnis Abu Ghraib wird publik

#### Mai
- 01. Mai: Die Europäische Union wird um zehn Mitglieder erweitert: Estland, Lettland, Litauen, Malta, Polen, Slowakei, Slowenien, Tschechische Republik, Ungarn und Republik Zypern (siehe EU-Erweiterung 2004)
- 01. Mai: In Polen gilt für Investitionen ab sofort das EU-Recht
- 02. Mai: Flaggentag in Polen wird eingeführt
- 02. Mai: Parlaments- und Präsidentschaftswahlen in Panama
- 07. Mai: Surya Bahadur Thapa tritt als Premierminister von Nepal zurück
- 07. Mai: Verfassungsänderungen in der Türkei zur EU-Anpassung
- 17. Mai: Das Stockholmer Übereinkommen tritt in Kraft
- 22. Mai: Manmohan Singh wird Premierminister in Indien
- 23. Mai: Horst Köhler wird von der Bundesversammlung im ersten Wahlgang zum Bundespräsidenten der Bundesrepublik Deutschland gewählt. Ergebnis: Horst Köhler 604 Stimmen, Gesine Schwan 589 Stimmen
- 29. Mai: Estland wird Vollmitglied in der NATO

#### Juni
- 01. Juni: Im Irak nominiert der Übergangsrat den künftigen Staatspräsidenten Ghazi al-Yawar. Der designierte Ministerpräsident Iyad Allawi stellt die 26 Mitglieder seines Kabinetts vor, dem die USA am 30. Juni die Macht übergeben werden
- 01. Juni: Lic. Elías Antonio Saca González wird Staatspräsident von El Salvador
- 06. Juni: 60. Jahrestag der Landung der Alliierten in der Normandie. Erstmals nimmt mit Gerhard Schröder ein deutscher Bundeskanzler an den Gedenkfeiern in der Normandie teil (siehe D-Day)
- 08. Juni bis 10. Juni: G8-Gipfeltreffen in Sea Island (Georgia), USA
- 9. Juni: Das Bundesverfassungsgericht lehnt eine Verfassungsklage gegen das Ladenschlussgesetz ab
- 13. Juni: Wahlen zum Europaparlament
- 13. Juni: Landtagswahl in Thüringen
- 21. Juni: Fünfter Ostseegipfel in Estland
- 22. Juni: In Nauru wird Präsident René Harris bei einem Misstrauensvotum abgesetzt und durch Ludwig Scotty ersetzt.
- 22. Juni: Tschetschenische Terroristen töten bei ihrem Rebellenangriff auf Inguschetien mit Raketen und Granatwerfern auf staatliche Einrichtungen insgesamt 90 Menschen. Unter ihnen befinden sich der Innen- und der Gesundheitsminister der Kaukasusrepublik Inguschetien.
- 24. Juni: Deutschland. Bundesaußenminister Joschka Fischer trifft den Premierminister von Armenien, Andranik Markarjan
- 25. Juni: Einweihung des neuen Flottenstützpunktes in Tarent
- 28. Juni: Im Irak erfolgt die Machtübergabe von der Koalitions-Übergangsverwaltung an die Irakische Übergangsregierung.
- 29. Juni: Der Europäische Rat einigt sich auf den portugiesischen Ministerpräsidenten José Manuel Barroso als neuen Präsidenten der Europäischen Kommission.

#### Juli

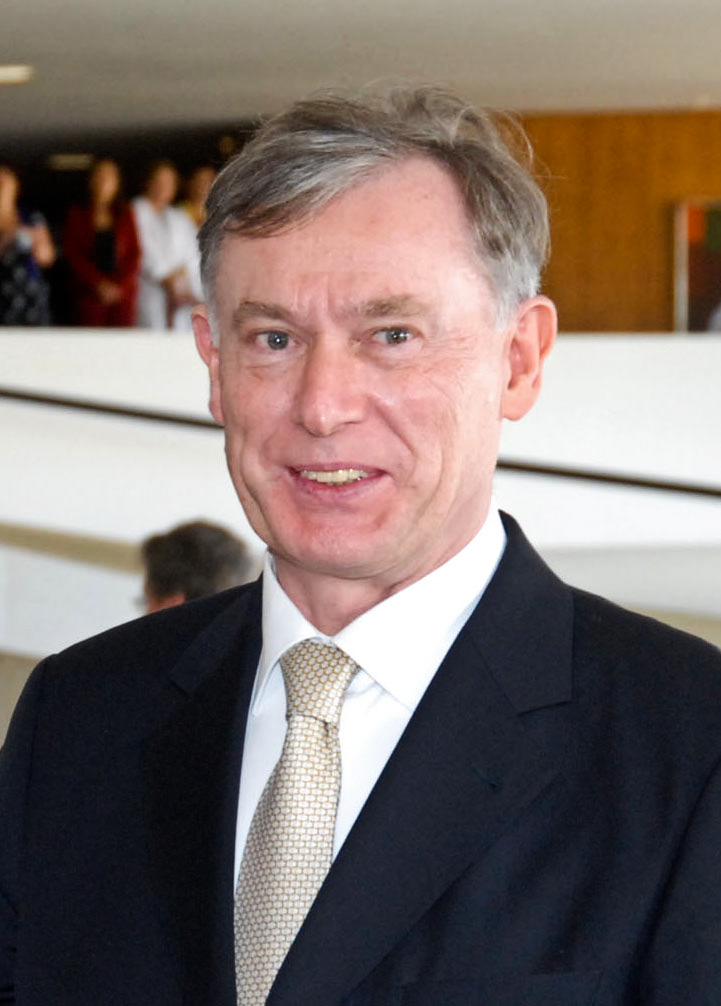
Horst Köhler, 2007

- 01. Juli: Amtsantritt des neuen deutschen Bundespräsidenten Horst Köhler.
- 01. Juli: Gegen den irakischen Ex-Diktator Saddam Hussein wird Anklage erhoben.
- 04. Juli: Knapp drei Jahre nach den Anschlägen vom 11. September wird am 4. Juli auf Ground Zero in New York der Grundstein für das 541 Meter hohe One World Trade Center (ehem. Freedom Tower), Kernstück des neuen World Trade Centers, gelegt. Tatsächlicher Baubeginn erfolgte erst 2006.
- 08. Juli: Angelobung des österreichischen Bundespräsidenten Heinz Fischer.
- 09. Juli: Paul Klebnikov, der Herausgeber der russischen Ausgabe des Forbes Magazine, wird in Moskau von Unbekannten erschossen.
- 15. Juli: Antrittsbesuch des neuen deutschen Bundespräsidenten Horst Köhler in Polen, anschließend Besuch in Frankreich.
- 17. Juli: Nach dem Rücktritt von José Manuel Barroso, der neuer Präsident der Europäischen Kommission wird, wird Pedro Santana Lopes neuer portugiesischer Ministerpräsident.
- 29. Juli: In Italien wird die Wehrpflicht zum 1. Juli 2005 abgeschafft. Ein entsprechendes Gesetz beschließt die Abgeordnetenkammer in Rom.

#### August
- 01. August: 60. Jahrestag des Beginns des Warschauer Aufstands: Bundeskanzler Gerhard Schröder nimmt als erster deutscher Bundeskanzler als Ehrengast an den Feierlichkeiten teil
- 02. August: In Deutschland tritt die Sondersteuer auf Alkopops in Kraft, die handelsübliche 275-Milliliter-Flaschen um 85 Cent verteuert (zuzüglich Mehrwertsteuer) und die Getränke für Jugendliche unattraktiver machen soll
- 09. August: In Deutschland, vor allem in Ostdeutschland, demonstrieren etwa 50.000 Menschen gegen die Hartz-IV-Gesetze
- 15. August Erbprinz Alois von und zu Liechtenstein übernimmt die Geschäfte seines Vaters Hans-Adam II.
- 16. August: In Deutschland, vor allem in Ostdeutschland, demonstrieren etwa 85.000 Menschen gegen die Hartz-IV-Gesetze
- 16. August: Präsident Hugo Chávez in Venezuela gewinnt das Referendum über seine Amtsenthebung. Etwa 58 % der Wähler stimmen für ihn (Wahlbeteiligung etwa 95 %)
- 19. August: Erneut demonstrieren in Erfurt und Brandenburg knapp 10.000 Menschen gegen die Hartz-IV-Gesetze
- 23. August: Auf den Montagsdemonstrationen demonstrieren mindestens 70.000 Menschen gegen die Hartz-IV-Gesetze
- 29. August: Etwa 300.000 Menschen demonstrieren in New York City gegen die Politik von Präsident George W. Bush
- 29. August: Scharif al-Misri wird als führendes Mitglied der Terrorgruppe Al-Qaida in Qetta (Pakistan) zusammen mit einem mutmaßlichen Komplizen verhaftet
- 30. August: Auf den Montagsdemonstrationen demonstrieren erneut mindestens 70.000 Menschen gegen die Hartz-IV-Gesetze

#### September
- 01. September: Bewaffnete tschetschenische Terroristen besetzen eine Schule in der nordossetischen Stadt Beslan und nehmen ca. 1200 Menschen als Geiseln.
- 03. September: Russische Spezialeinheiten erstürmen die Schule, um die Geiseln zu befreien; ca. 330–400 Menschen kommen dabei ums Leben (siehe Geiselnahme von Beslan).
- 05. September: Bei den Landtagswahlen im Saarland ist die SPD (30,8 %) die einzige Partei mit Verlusten (knapp 14 Prozentpunkte). Die Wahlbeteiligung sinkt von 69 % (1999) auf 56 % (2004)
- 06. September: In Deutschland, vor allem in Ostdeutschland, demonstrieren Zehntausende (ARD: 50.000, ZDF/RTL: deutlich weniger als in der Vorwoche, Sat.1/n-tv: 75.000) gegen die Hartz-IV-Gesetze
- 12. September: Zehntausende von Israelis demonstrierten in Jerusalem gegen die beabsichtigte Räumung von Siedlungen im Gazastreifen
- 13. September: In Deutschland, vor allem in Ostdeutschland, demonstrieren Zehntausende, allerdings deutlich weniger als in der Vorwoche, gegen die Hartz-IV-Gesetze
- 19. September: Bei der Landtagswahl in Brandenburg verlieren SPD und CDU mehr als 7 %, die PDS gewinnt 5 % und die DVU ist erneut im Landtag vertreten
- 19. September: Bei der Landtagswahl in Sachsen verliert die CDU fast 16 %, die SPD rutscht unter die 10-%-Marke und die NPD bekommt etwas mehr als 9 %. Auch Grüne und FDP kommen in den Landtag
- 19. September: Bei der Landtagswahl in Vorarlberg erreicht die ÖVP die absolute Mehrheit
- 20. September: Die Präsidentschaftswahlen in Indonesien (die Auszählung wurde erst Anfang Oktober abgeschlossen) werden von Susilo Bambang Yudhoyono gewonnen, der die bisherige Präsidentin Megawati Sukarnoputri ablöst
- 20. September: In Saarbrücken wird der Pascal-Prozess eröffnet.

#### Oktober
- 02. Oktober: In Berlin demonstrieren ca. 50.000 Personen gegen die Hartz-IV-Gesetze
- 02. Oktober: In Amsterdam protestieren ca. 200.000 Menschen gegen die Sparpläne der christlich-liberalen Regierung
- 03. Oktober: Bei Parlamentswahlen in Slowenien geht die konservative Slowenische Demokratische Partei unter Janez Janša als Sieger hervor, die bisher regierende linksliberale Liberaldemokratische Partei Sloweniens verliert über 13 %
- 06. Oktober: Die USA räumen ein, dass im Irak keine Massenvernichtungswaffen, einer der Gründe für den Irakkrieg, gefunden wurden

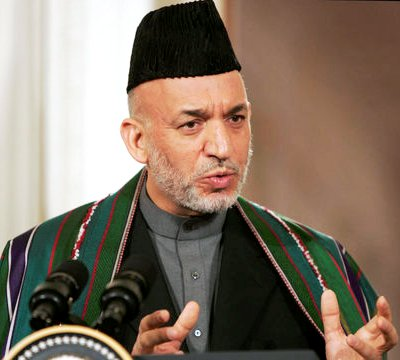
Hamid Karzai

- 09. Oktober: Die Präsidentschaftswahlen in Afghanistan werden von Unregelmäßigkeiten begleitet. Später wird der amtierende Präsident Hamid Karzai mit 55,4 % der Stimmen zum Sieger erklärt
- 09. Oktober: Parlamentswahlen in Australien
- 12. Oktober: Der Kalif von Köln, Metin Kaplan, wird aus Deutschland in die Türkei abgeschoben und dort sofort verhaftet
- 17. Oktober: Der Präsident von Belarus, Aljaksandr Lukaschenka, lässt sich in einem umstrittenen Referendum für eine dritte Amtszeit bestätigen
- 19. Oktober: Soe Win wird in Myanmar Regierungschef
- 23. Oktober: Eine gute Woche vor der Präsidentenwahl in der Ukraine haben zehntausende Oppositionsanhänger in Kiew für eine freie und faire Abstimmung demonstriert
- 24. Oktober: Die Serben im Kosovo boykottieren die Parlamentswahlen. Gewinner mit 45 % ist die liberal-konservative Partei Demokratische Liga des Kosovo.
- 27. Oktober: Der designierte EU-Kommissionspräsident José Manuel Barroso lässt die Abstimmung über die EU-Kommission im EU-Parlament verschieben, um eine Abstimmungsniederlage zu verhindern. In der Folge werden die zwei Kommissare Rocco Buttiglione (Italien) und Ingrīda Ūdre (Lettland) gegen Franco Frattini (Italien) und Andris Piebalgs (Lettland) ausgetauscht
- 31. Oktober: Bei den Präsidentschaftswahlen in der Ukraine kommt es zu Unregelmäßigkeiten. Der vom bisherigen Präsidenten Leonid Kutschma favorisierte Kandidat Wiktor Janukowytsch kommt auf 40 %, Wiktor Juschtschenko auf 39 % der Stimmen, daher wird es eine Stichwahl geben

#### November

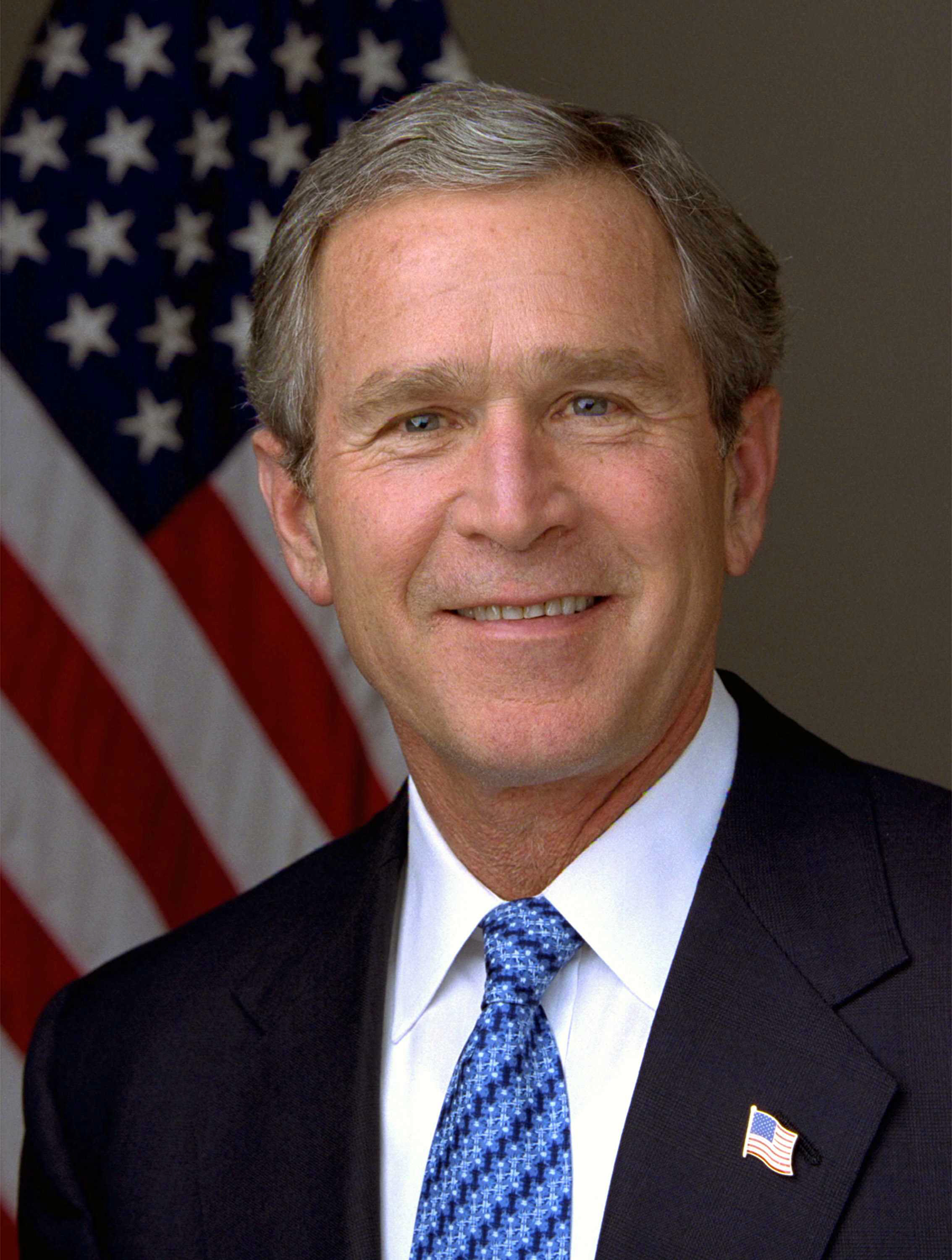
George W. Bush

- 02. November: Präsidentschaftswahlen in den USA: George W. Bush wird mit souveräner Mehrheit gegen seinen Gegner John F. Kerry erneut für vier Jahre zum Präsidenten gewählt
- 04. November: In einem Referendum in Nordostengland 2004 lehnen die Abstimmenden die Einrichtung einer gewählten Regionalversammlung ab
- 10. November: Der Politiker Georg Milbradt (CDU) ist in Sachsen erst im zweiten Anlauf erneut zum Ministerpräsidenten gewählt worden. Er hatte nur 62 von 65 Stimmen der CDU-/SPD-Koalition bekommen. Der Kandidat Uwe Leichsenring der NPD erhielt 14 Stimmen, zwei mehr als die NPD Sitze im Landtag hat
- 11. November: Jassir Arafat stirbt gegen 3:30 Uhr morgens, sein Leichnam wird nach Kairo gebracht, wo am folgenden Tag die Trauerfeier stattfindet. Anschließend wird er unter chaotischen Umständen in Ramallah beigesetzt
- 15. November: Der Beitritt Griechenlands zum Euro beruht auf seit 1997 gefälschten Defizitzahlen. Später werden auch die italienischen Zahlen bezweifelt. Das statistische Amt der EU, Eurostat, gerät damit wieder ins Zwielicht
- 17. November: Das Bundeskabinett beschließt die Entsendung von zwei Transall-Flugzeugen mit ca. 200 Soldaten zur Unterstützung vom Transport von OAU-Soldaten in die Region Darfur im Sudan
- 18. November: Im zweiten Anlauf erhält der neue EU-Kommissionspräsident José Manuel Barroso für seine veränderte Kommission eine Mehrheit im EU-Parlament
- 19. November: Der Sicherheitsrat der Vereinten Nationen hat in einer Resolution zu einer baldigen Lösung für den Sudan-Konflikt aufgerufen und vage mit Sanktionen gedroht
- 20. November: Es werden Misshandlungsvorwürfe bei gestellten Geiselnahmen bei der Bundeswehr bekannt. In den folgenden Wochen werden weitere Misshandlungen in verschiedenen Kasernen bekannt
- 21. November: Nach der Stichwahl bei den Präsidentschaftswahlen in der Ukraine wird Wiktor Janukowytsch zum Sieger erklärt, die OSZE zweifelt den Wahlsieg an, die Opposition spricht von Wahlbetrug. Beginn von landesweiten Massenprotesten (Orange Revolution).
- 21. November: Ca. 25.000 Menschen demonstrierten nach einem Aufruf muslimischer Verbände in Köln gegen islamistischen Terror und Gewalt.
- 21. November: In Namibia wird Hifikepunye Pohamba (SWAPO) mit 76 % zum neuen Präsidenten gewählt und löst damit Sam Nujoma ab. Seine Partei, die SWAPO, erhält ca. 75 % der Parlamentssitze
- 25. November: Die IAEO berät über das iranische Atomprogramm. Die Vereinigten Staat von Amerika glauben, dass Iran eine Atombombe entwickeln will. Die Islamische Republik beteuert, dass sie nur eine friedliche Nutzung der Kernenergie plant.
- 28. November: In Rumänien werden der Staatspräsident und das Parlament gewählt. In die Stichwahl kommen Adrian Năstase (Sozialdemokraten) und Traian Băsescu (Allianz für Gerechtigkeit und Wahrheit). Die Opposition spricht von Wahlbetrug. Auch die OSZE äußert Bedenken wegen des Ablaufs der Wahl.
- 30. November: Der portugiesische Ministerpräsident Pedro Santana Lopes tritt zurück, bleibt jedoch zunächst geschäftsführend im Amt.
- 000November: Die Behörden von Papua-Neuguinea beginnen mit der Evakuierung von 9.000 Menschen von der Insel Manam, da diesen wegen wochenlanger Vulkan-Aktivitäten (Aschenregen) eine Hungersnot droht

#### Dezember
- 01. Dezember: Die Regierungskoalition von Ministerpräsident Ariel Scharon in Israel zerbricht, weil die Vertreter seines größten Koalitionspartners gegen den Haushaltsentwurf 2005 gestimmt haben.
- 03. Dezember: Der Bundestag beschließt die Entsendung von bis zu 200 Soldaten zur Unterstützung der Afrikanischen Union im Darfur-Einsatz.
- 05. Dezember: Ein Erdbeben mit Epizentrum in der Gemarkung Waldkirch erschüttert den gesamten südwestdeutschen Raum. Trotz einer Stärke von 5,4 auf der Richterskala kommt es nur zu kleineren Sachschäden.
- 10. Dezember: Der österreichische Innenminister Ernst Strasser tritt zurück.
- 11. Dezember: Die Wahl des Legislativ-Yuans, d. h. der gesetzgebenden Versammlung in der Republik China auf Taiwan führt zu keinen wesentlichen Änderungen der Mehrheitsverhältnisse.
- 14. Dezember: In Südfrankreich wird der Viaduc de Millau eingeweiht, der mit 343 Metern Höhe seines Pfeilers „P2“ das höchste Brückenbauwerk der Welt ist.
- 22. Dezember: Liese Prokop wird als österreichische Innenministerin angelobt.
- 22. Dezember: CDU-Generalsekretär Laurenz Meyer tritt nach Vorwürfen über falsche Angaben zu Gehaltszahlungen seines früheren Arbeitgebers RWE zurück.

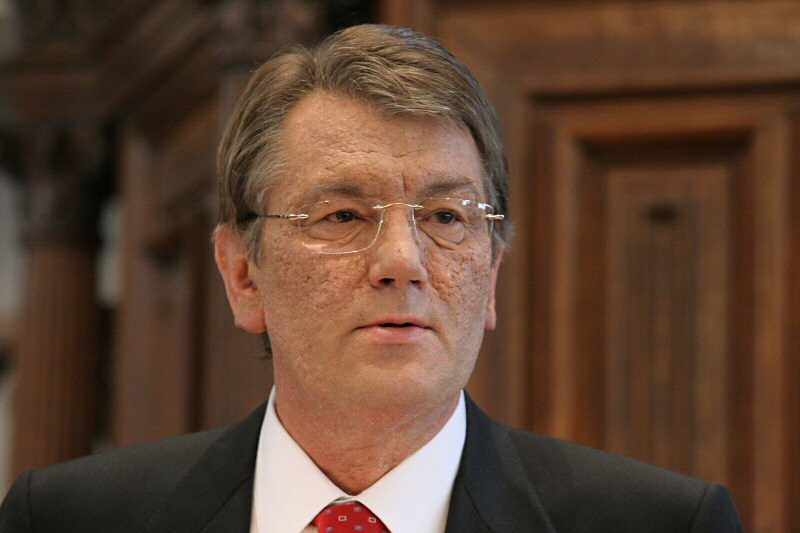
Wiktor Juschtschenko

- 26. Dezember: Bei der Wiederholungswahl zu den Präsidentschaftswahlen in der Ukraine setzt sich der oppositionelle Kandidat Wiktor Juschtschenko gegen den beurlaubten Ministerpräsidenten Wiktor Janukowytsch mit 51,99 % zu 44,19 % der abgegebenen Stimmen durch.
- 31. Dezember: Die Niedersächsische Landeszentrale für politische Bildung wird durch Entscheid des Kabinetts unter Ministerpräsident Christian Wulff aufgelöst.

### Terroranschläge und Kriege
- 29. Januar: Bei einem Terroranschlag auf Bus Nummer 19 in Jerusalem (Israel) sterben elf Israelis. 50 Menschen werden verletzt. Der Attentäter war ein 24 Jahre alter Palästinenser aus Betlehem und Mitglied der Al Aqsa Märtyrer Brigaden
- 22. Februar: Acht Menschen sterben bei einem Selbstmordattentat auf Bus Nummer 14A in Jerusalem (Israel). Über 60 werden verwundet. Der palästinensische Attentäter war Mitglied der Al Aqsa Märtyrer Brigaden und kam aus Bethlehem
- 11. März: Schwerer Terroranschlag in Madrid, 191 Tote, 1.500 Verletzte
- 22. März: Die israelische Armee tötet den Anführer der Terrororganisation Hamas Ahmad Yasin
- 28. April: Terroranschlag in Diplomatenviertel von Damaskus, vier Tote
- 28. April: Im Konflikt in Südthailand stürmt die Armee nach Kämpfen zwischen Sicherheitskräften und mutmaßlichen separatistischen Rebellen die Krue-Se-Moschee in Pattani. Fünf Sicherheitskräfte und 106 vermutete Aufständische sterben.
- 02. Juni: In Afghanistan werden fünf Mitarbeiter der Hilfsorganisation Ärzte ohne Grenzen in einem Hinterhalt ermordet
- 11. Juli: Ein Selbstmordattentäter sprengt sich in Tel Aviv (Israel) an einer Bushaltestelle in die Luft. Ein Israeli wird dabei getötet, 33 werden verletzt
- 28. Juli: Bei der Explosion einer Autobombe in Bakuba (Irak) sterben 68 Menschen und etwa 40 werden verletzt
- 02. August: Bei Bombenanschlägen auf fünf christliche Kirchen in Bagdad und Mossul im Irak werden elf Menschen getötet und ca. 50 verletzt
- 15. August: In Gatumba (Burundi) haben Hutu-Rebellen ein Flüchtlingslager der UNO überfallen und 189 Menschen getötet sowie etwa 70 verletzt
- 24. August: In Russland stürzen, infolge eines tschetschenischen Terroranschlages, fast gleichzeitig zwei Flugzeuge mit 89 Menschen an Bord ab
- 30. August: Bei einem Anschlag eines tschetschenischen Selbstmordattentäters im Norden von Moskau in der Nähe eines U-Bahnhofes werden mindestens 39 Menschen getötet und ca. 130 verletzt
- 31. August: Zwei Selbstmordattentäter töten in Beʾer Scheva (Israel) 16 Menschen. Über 100 Israelis werden verletzt, als die Palästinenser sich innerhalb weniger Minuten in die Luft sprengen. Ziel des Anschlags: Die Stadtbusse Nummer 6 und Nummer 12
- 31. August: Im Irak werden zwölf nepalesische Geiseln durch islamistische Extremisten der Gruppe Ansar el Sunna ermordet
- 04. September: Durch die Explosion einer Autobombe vor einer Polizeischule im nordirakischen Kirkuk werden 15 Menschen getötet und weitere 20 Menschen verletzt
- 06. September: Durch die Explosion einer Autobombe im Nordirak werden sieben amerikanische Soldaten und drei Iraker getötet
- 07. September: Seit Beginn des Irakkrieges sind 1.000 amerikanische Soldaten gefallen. Die weit höhere Anzahl der getöteten Iraker ist unbekannt
- 09. September: Ein Bombenanschlag auf die australische Botschaft in Jakarta kostet elf Menschen das Leben
- 14. September: Bei der Explosion einer Autobombe vor einer Polizeiwache in Bagdad werden mindestens 47 Menschen getötet und 114 verletzt
- 14. September: In Baquba werden zwölf Polizisten in einen Hinterhalt gelockt und getötet
- 16. September: Bei amerikanischen Luftangriffen nahe Falludscha werden bis zu 60 Iraker getötet
- 25. September: Im Süden Afghanistans werden bei mehreren Anschlägen neun Soldaten von (vermutlich) Taliban-Kämpfer getötet
- 30. September: Bei drei Autobombenanschlägen in Bagdad sterben mehr als 42 Menschen (meist Kinder) und 139 werden verletzt
- 01. Oktober: Bei einem Selbstmordattentat auf die Zainabia-Moschee in Sialkot/Pakistan sterben 31 Menschen und mehr als 45 werden verletzt
- 02. Oktober: Am 135. Geburtstag von Mahatma Gandhi gibt es mehrere Bombenanschläge im Nordosten Indiens (Dimapur im Bundesstaat Nagaland und Kokrajhar im Bundesstaat Assam) mit mindestens 44 Toten und 93 Verletzten
- 02. Oktober: Bei einer Offensive amerikanischer Truppen und irakischen Nationalgardisten in Samarra werden mindestens 100 Menschen getötet und mehr als 100 verletzt
- 03. Oktober: Bei einer nach Raketenangriffen durch die Hamas begonnenen Offensive der israelischen Armee im Gazastreifen kommen in den vergangenen Tagen über 50 Menschen ums Leben
- 04. Oktober: Bei drei Bombenanschlägen in Bagdad und Mossul und Luftangriffen der Amerikaner in Falludscha sterben mehr als 30 Menschen und mehr als 100 wurden verletzt
- 7. Oktober: Bei einer Offensive der US-Streitkräfte und irakischer Sicherheitskräfte und einer Reihe von Anschlägen sterben 17 Menschen im Irak. Sieben Menschen sterben bei einem Anschlag in Diwaniyya
- 7. Oktober: Bei Selbstmordanschlägen in Taba und Ra's Schaitan (Moon Island Village) auf der Sinai-Halbinsel in Ägypten werden 32 Menschen getötet und mehr als 150 verletzt
- 07. Oktober: Bei einem Selbstmordanschlag in der Stadt Multan in Pakistan werden mindestens 39 Menschen getötet und mehr als 80 verletzt
- 08. Oktober: Bei einem Bombardement der US-Luftwaffe werden in Falludscha elf Menschen getötet
- 18. Oktober: Bei der Explosion einer Autobombe in Bagdad werden mindestens sechs Menschen getötet und 27 verletzt
- 23. Oktober: Im Norden des Irak werden 49 Polizeirekruten ermordet. Am gesamten Wochenende sterben bei Anschlägen und Bombardierungen ca. 100 Menschen
- 25. Oktober: Im Rahmen des Konflikts in Südthailand zerschlägt die Polizei eine Demonstration von Muslimen in Tak Bai. Dabei setzt sie Schusswaffen und Tränengas ein. 86 Protestler werden erschossen, ersticken oder werden beim Abtransport in ein Gefangenenlager zerdrückt. Weitere werden schwer verletzt.
- 02. November: Auf offener Straße in Amsterdam wird der niederländische Filmemacher Theo van Gogh durch einen islamischen Extremisten niedergestochen und erschossen. In der Folge werden mehrere Moscheen und islamische Schulen in den Niederlanden angezündet
- 06. November: Regierungssoldaten der Elfenbeinküste töten bei einem Angriff neun französische Soldaten. Die Regierung hatte zuvor auch das Friedensabkommen mit den Rebellen gebrochen
- 06. November: Bei einer Serie von Bombenanschlägen auf Dienststellen der Polizei in der irakischen Stadt Samarra werden mindestens 30 Menschen getötet
- 07. November: Am gesamten Wochenende werden im Irak mindestens 50 Menschen bei Anschlägen und Angriffen Aufständischer getötet
- 08. November: Das US-Militär startet die Operation Phantom Fury zur Bekämpfung des Widerstandes in der Rebellenhochburg Falludscha
- 12. November: Es wird ein Video bekannt, auf dem ein amerikanischer Soldat in Falludscha einen verletzten, unbewaffneten Gefangenen erschießt. Die Vereinten Nationen, Amnesty International und Human Rights Watch beklagen Menschenrechtsverletzungen und Verletzungen der Genfer Konventionen durch beide Konfliktparteien
- 14. November: Die Offensive von amerikanischen und irakischen Truppen in Falludscha soll beendet sein. Bilanz: Ca. 25 tote Soldaten, ca. 1.000 getötete Aufständische und eine unbekannte Zahl von zivilen Opfern. Die Kämpfe gehen jedoch noch weiter
- 16. November: Es wird ein Video bekannt, das die Ermordung der entführten Care-Chefin Margaret Hassan durch unbekannte Täter zeigt. Sogar die islamische Terrorgruppe von Abu Musab az-Zarqawi hatte ihre Freilassung gefordert
- 18. November: Israelische Soldaten erschießen bei Rafah an der Grenze zu Ägypten versehentlich drei ägyptische Grenzschützer. Der israelische Ministerpräsident Ariel Scharon entschuldigt sich dafür
- 24. November: In Israel wird der Funkverkehr zwischen einem israelischen Kommandeur und seinen Soldaten im Gazastreifen veröffentlicht. Die Soldaten hatten nahe Rafah am 5. Oktober ein 13-jähriges palästinensisches Mädchen in einem Sperrgebiet erschossen
- 27. November: In Kunduz (Afghanistan) werden drei deutsche Soldaten bei einem Anschlag leicht verletzt
- 03. Dezember: Die ETA zündet an fünf Tankstellen im Raum Madrid Bomben. Fünf Menschen erleiden leichte Verletzungen
- 04. Dezember: Bei der Explosion von zwei Autobomben in Bagdad und einem Selbstmordanschlag in Mossul kommen mindestens 15 Menschen ums Leben und ca. 60 werden verletzt
- 24. Dezember Bei einem Granatenanschlag von Muslimextremisten in Kaschmir sterben zwei Menschen und vierzig werden verletzt
- 25. Dezember Im Westen von Bagdad werden durch die Explosion eines Gastanklasters neun Menschen getötet und 14 verletzt

### Wirtschaft

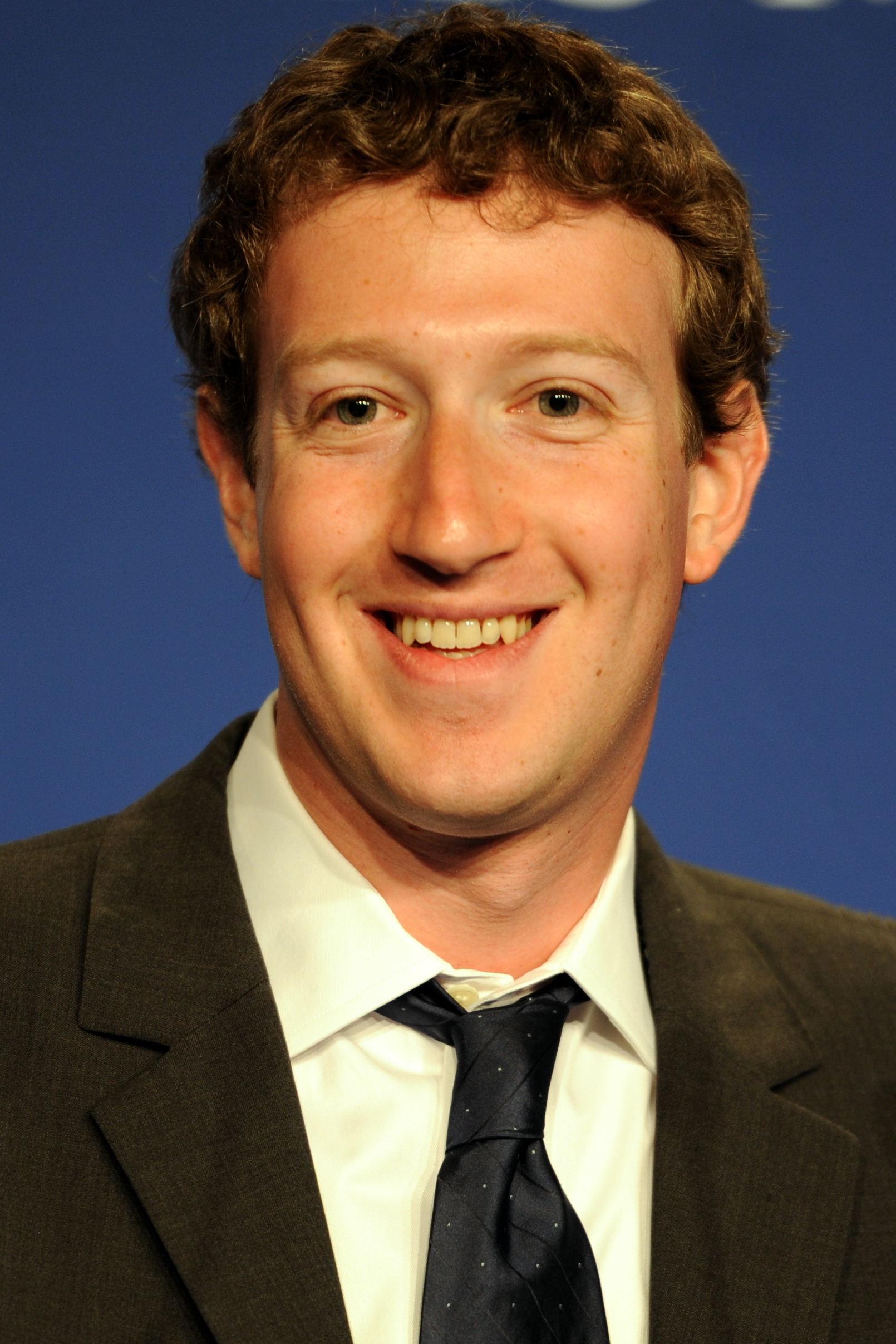
Mark Zuckerberg

- 04. Februar: Mark Zuckerberg startet das Unternehmen Facebook als Student an der Harvard University als Plattform für Kontakte der Kommilitonen untereinander.
- 13. Februar: Das deutsche Unternehmen Rheinmetall in Düsseldorf verkauft die Kommunikationselektronik-Tochter Hirschmann GmbH.
- 03. März: Das weltgrößte Brauereiunternehmen InBev entsteht aus dem Zusammenschluss der Konzerne Interbrew und AmBev.
- 08. März: Laut einem Urteil des Bundesgerichtshofs besteht keine Zahlungspflicht bei unbemerkten Dialern
- April: Der französische Pharmaziekonzern Sanofi-Synthélabo übernimmt den französisch-deutschen Konkurrenten Aventis
- 23. April: In der lothringischen Stadt Creutzwald schließt das letzte noch betriebene Kohlebergwerk in Frankreich.
- 25. April: Die Verbände Ring Deutscher Makler (RDM) und Verband Deutscher Makler (VDM) fusionieren zum Immobilienverband IVD.
- 16. Juni: Der amerikanische Medienkonzern Viacom übernimmt die Mehrheit an VIVA Media, einschließlich der Produktionsfirma Brainpool.
- 01. Juli: Das Unternehmen Lanxess wird aus einem Spin-off der Chemie- und Teilen der Polymersparte der Bayer AG gegründet.
- 02. Juli: Das deutsche Unternehmen Aixtron in Aachen übernimmt das in Kalifornien ansässige Unternehmen Genus für 117,7 Millionen Euro.
- 22. Juli: Fusion der Medienunternehmen BMG und Sony Music
- 05. Oktober: Der Vorstand von Karstadt-Quelle verkündet, dass zur Sanierung des Konzerns 5.500 Stellen abgebaut werden sollen. Nach Verhandlungen mit der Gewerkschaft ver.di und dem Betriebsrat soll dieser Abbau sozialverträglich stattfinden
- 14. Oktober: General Motors gibt bekannt, dass 12.000 Stellen in Europa, davon 10.000 in Deutschland gestrichen werden sollen. Daraufhin streiken die Arbeiter im Opel Werk Bochum sechs Tage lang
- 16. Oktober: Die Schweizer Gewerkschaften GBI und SMUV fusionieren zur Großgewerkschaft Unia
- 17. November: In den Vereinigten Staaten wird bekanntgegeben, dass die Handelsunternehmen Kmart und Sears, Roebuck & Company zur neuen Sears Holdings Corporation fusionieren wollen.
- 31. Dezember: In Litauen wird 21 Jahre nach seiner vom Moskauer Politbüro angeordneten Betriebsaufnahme der erste Block des Kernkraftwerks Ignalina abgeschaltet. Die Europäische Union trägt den Großteil der Stilllegungskosten.
- Gründung des Unternehmens NBC Universal durch Zusammenschluss der National Broadcasting Company (NBC) und der Unterhaltungsbranche von Vivendi Universal

### Wissenschaft und Technik

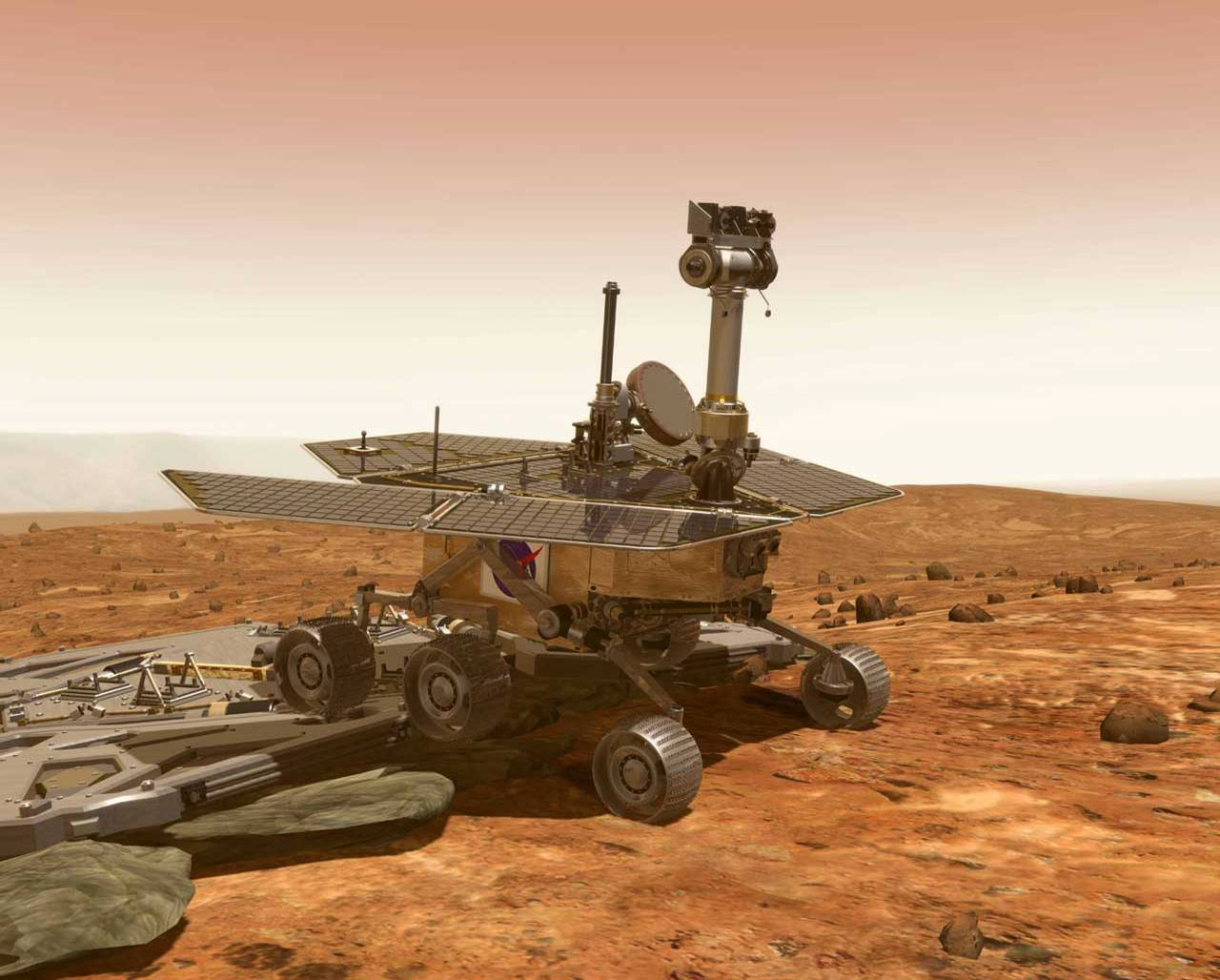
Mars Rover Spirit (MER-A), künstlerische Darstellung

- 04. Januar: Landung der Mars-Landeeinheit der Raumsonde Spirit auf der Marsoberfläche
- 25. Januar: Landung der Mars-Landeeinheit der Raumsonde Opportunity auf der Marsoberfläche
- 04. Februar: Beginn von planmäßigen Non-Stopp-Linienflügen mit dem Airbus A340 von Singapur nach Los Angeles und zurück
- 11. Februar: Nach der Landung auf der Marsoberfläche im Dezember 2003 gelingt es trotz vieler Versuche nicht, mit der Landeeinheit Beagle 2 Kontakt herzustellen. Die ESA erklärt daher die Sonde für verloren.
- 04. März: Die ESA startet die Rosetta-Mission zur Erkundung des Kometen Tschurjumow-Gerassimenko.
- 07. März: Sprengung des größten Bürohochhauses in Europa, des Sparkassenhochhauses „Langer Oskar“ in Hagen
- 22. März: Die CenpacNet gibt ihre Satellitenverbindung auf und reduziert ihre Bandbreite.
- 27. März: Die NASA stellt mit der X-43A einen neuen Geschwindigkeitsrekord für luftatmende Triebwerke auf.
- 06. April: Erster Versuch in Deutschland mit gentechnisch verändertem Weizen
- 19. April: Partielle Sonnenfinsternis (südliches Afrika)
- 20. April: Start der Satelliten-Mission Gravity Probe B
- 08. Juni: Der erste Venustransit (Sonnendurchgang) seit 1882 ist in Mitteleuropa von 7:20 Uhr bis 13:23 MESZ zu beobachten
- 21. Juni: SpaceShipOne erreicht als erstes privat gebautes Fluggerät eine Höhe von 100 Kilometern und damit den Weltraum. Michael Melvill wird erster ziviler Astronaut
- 01. Juli: Eintritt der Raumsonde Cassini in einen Orbit um den Planeten Saturn
- 04. Juli: Alexanderson Day: Der Längstwellensender Grimeton sendet um 10:30, 12:30 und 14:30 MESZ
- 03. August: Die NASA-Raumsonde MESSENGER wird im Rahmen des Discovery-Programms gestartet. Ihr Flug zielt auf Erkundungen des Planeten Merkur im inneren Sonnensystem ab.
- 9. August: Mit der Registrierung seiner Internet-Domain wird das freie Geodaten-Projekt OpenStreetMap geboren.
- 11. August: Die britische Regierungsbehörde HFEA hat dem Antrag des „Newcastle Centre for Life“ zum Klonen menschlicher Embryonen zu Forschungszwecken stattgegeben.
- 08. September: Die US-Raumsonde Genesis, die drei Jahre im All Sonnenwindpartikel sammelte, stürzt wegen eines sich nicht öffnenden Fallschirms ab.

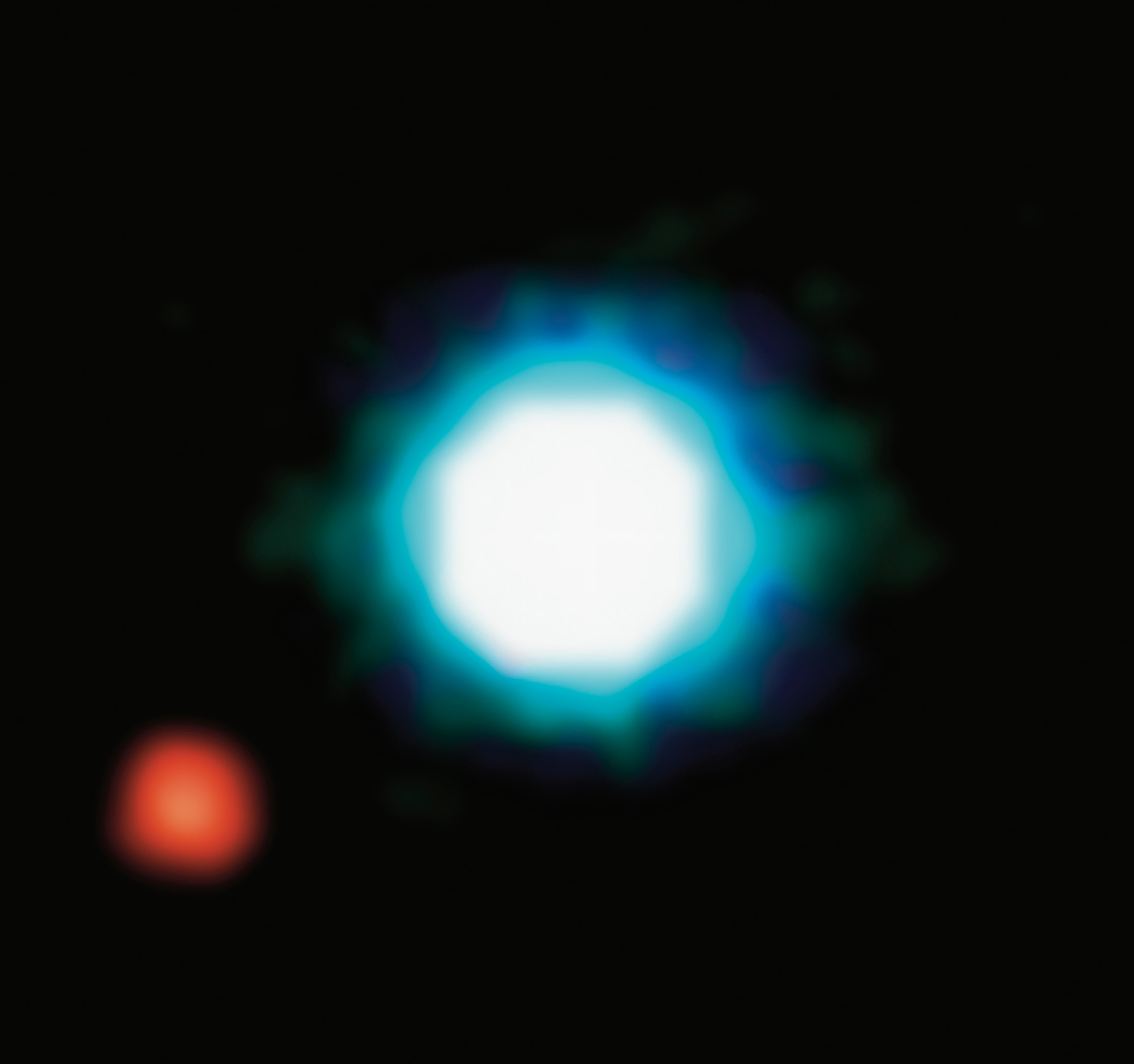
Der Braune Zwerg 2M1207 mit dem Exoplaneten 2M1207 b (links unten)

- 14. September: Mit 2M1207 b wird der erste direkt sichtbare Exoplanet entdeckt.
- 18. September: Die Ergebnisse der Radiokohlenstoffdatierung von in einer Höhle bei Hagen entdeckten Skelettresten von mehreren Menschen aus der Mittelsteinzeit werden bekanntgegeben.
- 21. September: In Dubai beginnen die Bauarbeiten für einen neuen Wolkenkratzer, der nach Fertigstellung den Namen Burj Khalifa erhält.
- 23. September: Die NASA verlängert das Mars-Rover-Projekt mit Einschränkungen um weitere sechs Monate.
- 25. September: Der Marburger Verein AMSAT Deutschland plant einen privaten Forschungsflug zum Mars bis 2009.
- 29. September: Erster Ansari-X-Prize-Flug von SpaceShipOne
- 04. Oktober: Zweiter Ansari-X-Prize-Flug von SpaceShipOne, Scaled Composites gewinnt den Ansari X-Prize
- 05. Oktober: In Deutschland wird mit 27,25 °C der wärmste 5. Oktober seit 125 Jahren gemessen
- 14. Oktober: Partielle Sonnenfinsternis (Nordost-Asien, Nord-Pazifik)
- 15. Oktober: Auf dem Mount Graham nimmt in Arizona das Large Binocular Telescope den Betrieb auf. Es könnte Kerzenlicht noch in 2,5 Millionen km Distanz aufspüren.
- 28. Oktober: Veröffentlichung über Homo floresiensis
- 16. November: Die NASA stellt mit der X-43A erneut einen neuen Geschwindigkeitsrekord (Mach 9,8) für luftatmende Triebwerke auf
- 27. Dezember: Gammastrahlen-Ausbruch des Soft Gamma Repeaters SGR 1806–1820. Größter von der Menschheit je gemessener Strahlungspeak
- Start des America’s Space Prize

### Kultur
- Genua und Lille sind die Kulturhauptstädte Europas des Jahres
- Internationales Dalí-Jahr 2004
- Jahr der Technik, nachdem 2003 das Jahr der Chemie war
- 20. Februar bis 19. September: Das MoMA in Berlin
- 24. April: In Lahnstein öffnet das erste öffentlich zugängliche Pfadfinder-Museum
- 05. Mai: „Junge mit Pfeife“ von Pablo Picasso wird bei Sotheby’s für die Rekordsumme von 104,168 Millionen Dollar versteigert

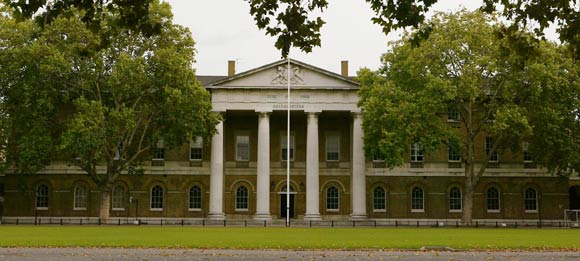
Saatchi Gallery

- 24. Mai Ein Feuer wütet in der Saatchi Gallery und zerstört viele Kunstwerke. Der Schaden wird auf 50 Millionen Pfund Sterling geschätzt
- August: Internationales Forum der Kulturen in Barcelona
- 02. September: Bei einem Brand der Herzogin Anna Amalia Bibliothek in Weimar/Thüringen werden in der Nacht zum 3. September Tausende von Büchern durch Feuer, Rauch und Löschwasser beschädigt. Die Bibliothek enthält deutsche Originalliteratur aus dem Zeitraum 1750 und 1850 sowie zahlreiche Sondersammlungen
- 12. September: Klaus Schenck gründet in Tauberbischofsheim die Schülerzeitung Financial T(’a)ime
- 21. September: Eröffnung des National Museum of the American Indian in Washington, D.C.
- September: Bernd Eichinger und Constantin Film zeigen in Der Untergang die letzten zwölf Tage des deutschen Reiches
- 23. Oktober: Eröffnung des Burda-Museum in Baden-Baden, welches die Sammlung Frieder Burda beherbergt. Das neu errichtete Gebäude wurde vom Architekt Richard Meier entworfen
- 01. Dezember: Das Künstlerpaar Christo und Jeanne-Claude beginnt mit der Installation von „The Gates“ im New Yorker Central Park.
- 07. Dezember: Das Teatro alla Scala in Mailand wird mit Antonio Salieris Oper L’Europa riconosciuta wiedereröffnet.
- 31. Dezember: Der Wolkenkratzer Taipei 101 wird eingeweiht.
- Dezember: Eröffnung der Istanbul Modern
- In Wien wird die erste Kunstklappe zur anonymen Rückgabe gestohlener Kunstwerke installiert.
- Erstmalige Vergabe des Pater-Wolfgang-Seibel-Preis für Nachwuchsjournalisten
- Erstmalige Vergabe des Zeck-Kabarettpreis.
- Die Friedrich Christian Flick Collection wird im Museum Hamburger Bahnhof in Berlin ausgestellt
- Die Highlight Towers werden fertiggestellt.

#### Musik
- Ruslana gewinnt am 15. Mai in Istanbul mit dem Lied Wild Dances für die Ukraine die 49. Auflage des Eurovision Song Contest.
- 18. Mai bis 23. Mai: 5. Europäisches Jugendchorfestival (EJCF) in Basel.
- 21. Juli: Im westfälischen Gronau eröffnet das erste Rock- und Pop-Museum in Europa.
- Green Day bringen ihr neuntes Album American Idiot am 21. September auf den Musikmarkt. Sie feierten damit auch ein Comeback.
- Sido veröffentlicht sein Debüt-Album Maske und verkauft damit weit über 100.000 Exemplare.
- Die Technoband Scooter veröffentlicht Mind the Gap.
- Die Band Slipknot veröffentlicht ihr Album Vol. 3 Sublimal Verses.
- Die Nu Metal Gruppe Linkin Park veröffentlicht ihr zweites Album Meteora.

Siehe auch: Nummer-eins-Hits 2004 in  Australien, Belgien, Dänemark, Deutschland, Finnland, Frankreich, Irland, Italien, Japan, Kanada, Mexiko, Neuseeland, den Niederlanden, Norwegen, Österreich, Polen, Portugal, Rumänien, Schweden, der Schweiz, Singapur, Spanien, Südkorea, Ungarn, den Vereinigten Staaten und im Vereinigten Königreich.
Siehe auch: Kategorie:Musik 2004

### Gesellschaft
- 14. Mai: Königliche Hochzeit in Dänemark zwischen Kronprinz Frederik und der Australierin Mary Donaldson
- 22. Mai: Königliche Hochzeit in Spanien zwischen Kronprinz Felipe und der früheren Fernsehmoderatorin Letizia Ortiz
- 22. Juni Am vierten „Sozialen Tag“ von Schüler Helfen Leben tauschen 220.000 Schülerinnen und Schüler in Schleswig-Holstein, Hamburg, Niedersachsen, Bremen und Berlin ihre Schulbank gegen einen bezahlten Job und spenden über 3,5 Millionen Euro für mildtätige Zwecke.
- 22. August: Bei einem bewaffneten Raubüberfall entwenden maskierte Täter die beiden Gemälde Der Schrei und Madonna von Edvard Munch aus dem Munch-Museum Oslo, während gleichzeitig an anderer Stelle in Oslo ein Überfall auf einen Geldtransporter stattfindet, im Verlaufe dessen ein Polizist erschossen wird. Die Täter können 2006 gefasst werden, die Gemälde sind jedoch schwer beschädigt.
- 08. September: Der Kronprinz von Brunei, Muhtadee Billah, heiratet in der Hauptstadt Bandar Seri Begawan seine erst 17 Jahre alte Braut Sarah Salleh

### Religion
- 27. November: Papst Johannes Paul II. übergibt die seit dem Jahr 1204 im Petersdom aufbewahrten Gebeine des im Jahr 407 verstorbenen Erzbischofs von Konstantinopel und Predigers Johannes Chrysostomos dem orthodoxen Patriarchen Bartholomäus I.

### Sport
- Deutscher Fußballmeister: Männer: Werder Bremen, Frauen: 1. FFC Turbine Potsdam
  - Am 32. Spieltag der Fußball-Bundesliga wird Werder Bremen mit einem 3:1-Auswärtssieg gegen den FC Bayern München vorzeitig deutscher Meister. Drei Wochen später gewinnt die Mannschaft auch den DFB-Pokal gegen Alemannia Aachen mit 3:2.
- DFB-Pokalsieger: Männer: Werder Bremen, Frauen: 1. FFC Turbine Potsdam
- 01. Februar: Die Männernationalmannschaft des Deutschen Handballbundes schlägt im Finale der EURO 2004 Gastgeber Slowenien 30:25 (16:10) und ist neuer Europameister. In Ljubljana krönte sich die Auswahl von Bundestrainer Heiner Brand, die bereits in den Finals der EM 2002 und WM 2003 gestanden hatte. Nach der Weltmeisterschaft 1978 (Bundesrepublik) und dem Olympiasieg 1980 (DDR) ist der Gewinn der EM der erste Titel für die deutschen Männer.
- 14. Februar: Boxkampf des Jahres: Luan Krasniqi aus Kosovo besiegt in Stuttgart, Deutschland, Sinan Şamil Sam (Türkei) und wird zum zweiten Mal Europameister im Schwergewicht (Krasniqi boxt unter deutscher Flagge).
- 07. März bis 24. Oktober: Austragung der 55. Formel-1-Weltmeisterschaft
- 18. April bis 31. Oktober: Austragung der 56. FIM-Motorrad-Straßenweltmeisterschaft
- 04. Mai: Der FC Schalke 04 wird 100 Jahre alt.
- 19. Mai: Im Nya-Ullevi-Stadion (Göteborg) besiegt der FC Valencia Olympique Marseille mit 2:0 und ist somit UEFA-Cup-Sieger.
- 26. Mai: Den diesjährigen UEFA-Champions-League-Titel sichert sich der FC Porto mit einem 3:0-Sieg gegen den AS Monaco in der Arena AufSchalke zu Gelsenkirchen.
- 12. Juni: Die zwölfte Fußball-Europameisterschaft 2004 in Portugal wird mit dem Spiel der gastgebenden Mannschaft gegen Griechenland (1:2) eröffnet. Es gilt zum ersten und einzigen Mal die Silver-Goal-Regel.
- 04. Juli: Griechenland unter Trainer Otto Rehhagel wird mit einem 1:0 gegen Portugal erstmals Europameister.
- 25. Juli Lance Armstrong gewinnt zum sechsten Mal die Tour de France.
- 13. August bis 29. August: Die XXVIII. Olympischen Sommerspiele finden in Athen, Griechenland, statt.
- 29. August: Michael Schumacher holt seinen siebten Weltmeistertitel in der Formel 1. Damit stellt Schumacher einen Rekord auf, welcher im Jahr 2020 durch Lewis Hamilton eingestellt wird.
- 14. September: Kanada gewinnt mit einem 3:2 gegen Finnland den World Cup of Hockey.
- 23. September bis 26. September: Agility-Weltmeisterschaft in Montichiari, Italien.
- 09. Oktober: Football German Bowl in Braunschweig: Die Berlin Adler gewinnen mit 10:7 gegen die Braunschweig Lions die deutsche Meisterschaft in der German Football League.
- 17. Oktober: Valentino Rossi gewinnt seinen vierten Titel in der MotoGP-Klasse der Motorrad-Weltmeisterschaft.
- Der Nürnberg-Marathon findet erstmals statt.
- 17. Dezember: In der neu erbauten Krefelder Mehrzweckhalle, dem KönigPALAST, findet zum ersten Mal eine DEL-Partie statt (Krefeld Pinguine gegen die Eisbären Berlin).

### Wetter
Das Jahresmittel der Temperatur lag in Mitteleuropa etwa 0,5° über dem langjährigen Durchschnitt, wodurch großen Teilen der Bevölkerung erstmals die Folgen des anthropogenen Klimawandels bewusst wurden. Auch die mittlere Sonnenscheindauer nahm um etwa 100 Stunden pro Jahr (auf ca. 1.550 Stunden) zu, was aber derzeit nicht als längerfristiger Effekt angesehen wird. Der Niederschlag blieb hingegen im Rahmen der Normalwerte.

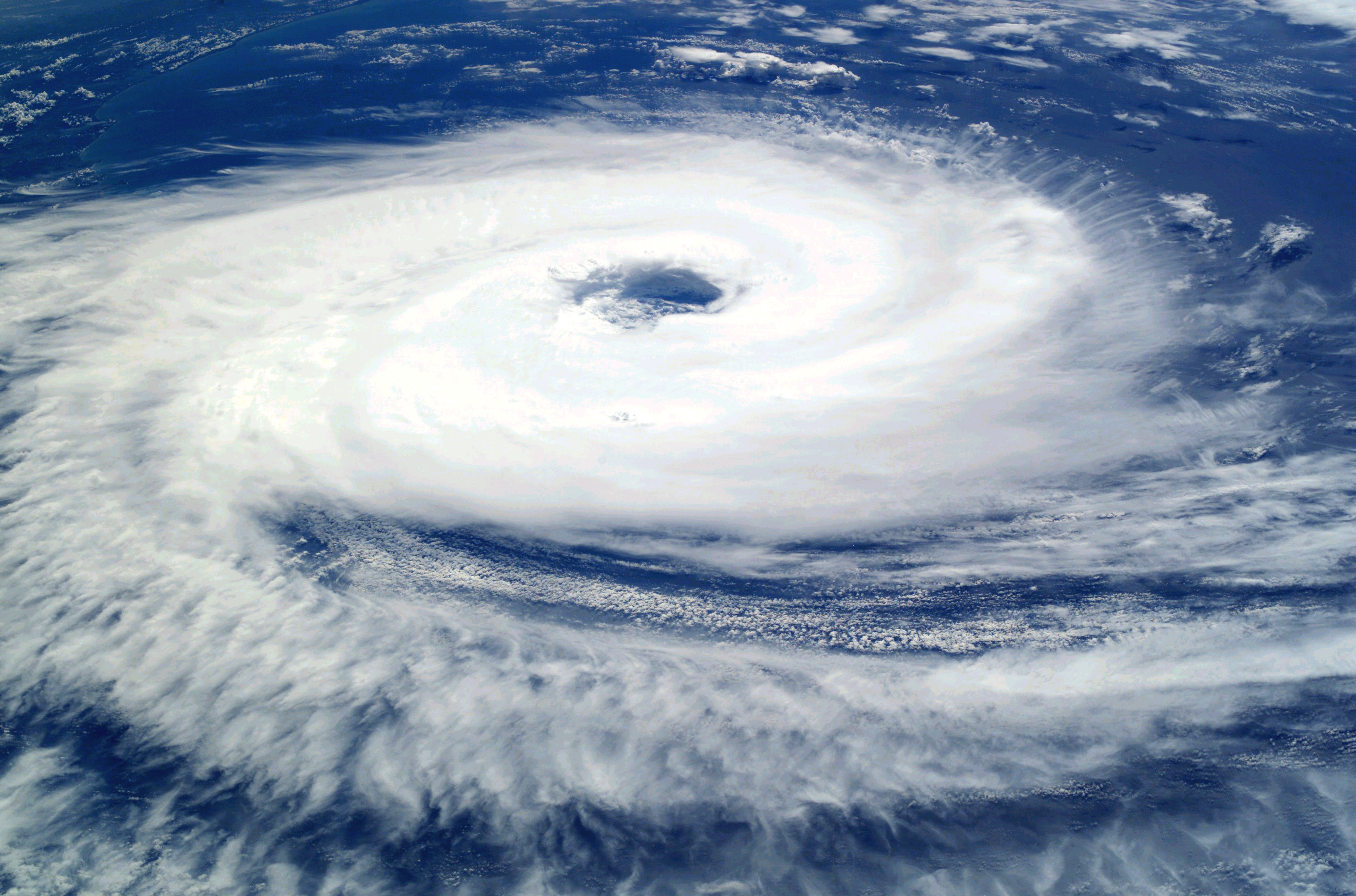
2004: Zyklon Catarina am 26. März 2004

- 24. März: Im Südatlantik entwickelt sich der Zyklon Catarina, der sich westlich auf Brasiliens Küste zubewegt. Er entwickelt sich zu einem der dort seltenen Stürme mit Hurrikangeschwindigkeit.

### Katastrophen
- 03. Januar: Eine ägyptische Passagiermaschine der Fluggesellschaft Flash Airlines vom Typ Boeing 737 stürzt mit 148 Menschen an Bord in das Rote Meer. Absturzursache ist wahrscheinlich ein Problem während der Startphase.
- 24. Februar: Ein schweres Erdbeben mit der Stärke 6,3 auf der Richterskala fordert in Marokko 600 Menschenleben. Das Epizentrum lag in der Straße von Gibraltar
- 07. März: Im Zyklon Gafilo sinkt die Fähre MV Samson auf der Überfahrt von den Komoren nach Madagaskar und über 100 Menschen ertrinken.[2]
- 22. April: Bei dem Zugunglück von Ryongchŏn werden in Nordkorea durch die Explosion eines mit Ammoniumnitrat beladenen Zuges über 160 Menschen getötet, etwa 1.300 verletzt und ungefähr 40 Prozent der Stadt zerstört.
- 18. Juli: Schwere Monsunregenfälle mit Überschwemmungen in Indien, Bangladesch, Nepal und der Volksrepublik China. Etwa 800–1000 Tote, Millionen Obdachlose
- 01. August: Bei einem Brand im Einkaufszentrum Ycuá Bolaños in Asunción in Paraguay kommen etwa 350 Menschen ums Leben und etwa 200 Menschen werden verletzt.
- 13. August: Der Hurrikan Charley zieht verwüstend über Florida hinweg. Mit Gesamtschäden von 14 Milliarden US-Dollar wird er einer der schadenträchtigsten Wirbelstürme in den USA.
- 08. September: Schwere Unwetter seit dem 2. September in der Provinz Sichuan und der Metropole Chongqing in der Volksrepublik China fordern durch Überschwemmungen und Erdrutsche mindestens 172 Tote
- 19. September: Der Hurrikan „Jeanne“ zieht über Haiti hinweg. In den folgenden Tagen sterben dort mehr als 1.500 Menschen
- 20. Oktober: Bei einem Grubenunglück in der Daping-Kohlemine in der Provinz Henan in der Volksrepublik China sterben ca. 150 Arbeiter
- 03. November: Explosion von N. P. Johnsens Feuerwerksfabrik in Seest, einem Vorort von Kolding. Ein Feuerwehrmann starb, 85 Personen wurden verletzt und ca. 2.000 Menschen wurden evakuiert. Mehr als 300 Häuser wurden irreparabel beschädigt.
- 23. November: Nach einem Bericht der WHO gibt es weltweit mehr als 39 Millionen Menschen, die an AIDS erkrankt sind. Vor allem bei Frauen stieg die Ansteckungsrate in den letzten zwei Jahren dramatisch
- 28. November: Bei einem Grubenunglück nahe Tongchuan (Volksrepublik China) sterben 165 Arbeiter
- 02. Dezember: Der Taifun Nanmadol rast über die Philippinen. Ca. 1.000 Tote
- 26. Dezember: Durch ein Erdbeben im Indischen Ozean mit Epizentrum nahe Sumatra und der Stärke 9,1 auf der Richterskala kommt es zu einer bis zu zehn Meter hohen Flutwelle (Tsunami), der Küstengebiete in weiten Teilen von Indien, Sri Lanka, Thailand, Malaysia und vor allem Indonesien verwüstet. Es kommen ca. 230.000 Menschen ums Leben. Das Beben ist das bei weitem stärkste einer ganzen Bebenserie über eine Länge von über 1.000 Kilometern entlang der Grenze der indisch-australischen und der eurasischen Erdplatte
- 30. Dezember: Ein in der überfüllten Diskothek República Cromañón ausgebrochener Brand führt in Buenos Aires zu 194 Toten und etwa 700 Verletzten.

### Sonstiges
- 05. August: Im Allgäu werden die ersten 3 von 42 Gräbern geöffnet. Damit beginnt die größte Exhumierungsaktion in der Bundesrepublik Deutschland nach dem Kriege. Polizei und Staatsanwaltschaft in Kempten wollen damit eine Todesfallserie im Sonthofener Krankenhaus aufklären. Ein Krankenpfleger hatte gestanden, Patienten durch Spritzen getötet zu haben.
- 11. Dezember: An der deutsch-holländischen Grenze wird der wahrscheinlich aufwändigste Piratensender ausgehoben. Die genau auf der Grenze errichtete Anlage sendet mit einer Leistung von 10 Kilowatt von einem 100 Meter hohen Sendemast.

## Geboren

### Januar
- 03. Januar: Miha Fontaine, kanadischer Freestyle-Skier
- 06. Januar: Doriane Pin, französische Automobilrennfahrerin
- 10. Januar: Kaitlyn Maher, US-amerikanische Sängerin
- 11. Januar: Marko Bošnjak, bosnisch-kroatischer Sänger
- 12. Januar: Melkamu Frauendorf, äthiopisch-deutscher Fußballspieler
- 12. Januar: Marinus Hohmann, deutscher Schauspieler
- 15. Januar: Emre Demir, türkischer Fußballspieler
- 16. Januar: Samuel Mbangula, belgischer Fußballspieler
- 18. Januar: Ryan Duncan, schottischer Fußballspieler
- 19. Januar: Sofia Raffaeli, italienische Rhythmische Sportgymnastin
- 21. Januar: Ingrid Alexandra von Norwegen, Prinzessin von Norwegen
- 22. Januar: Marko Lazetić, serbischer Fußballspieler
- 26. Januar: Julia Kink, deutsche Biathletin
- 26. Januar: Tijmen van der Helm, niederländischer Automobilrennfahrer
- 29. Januar: Delia Folea, rumänische Skispringerin
- 29. Januar: Erriyon Knighton, US-amerikanischer Sprinter
- 31. Januar: Adrián Fernández, spanischer Motorradrennfahrer

### Februar
- 02. Februar: Shola Shoretire, englischer Fußballspieler
- 04. Februar: Paul Aron, estnischer Automobilrennfahrer
- 09. Februar: Antoni Kowalski, polnischer Snookerspieler
- 09. Februar: Mehis Udam, estnischer Biathlet
- 13. Februar: Jonny Edgar, britischer Autorennfahrer
- 15. Februar: Joshua Tarling, britischer Radrennfahrer
- 19. Februar: Millie Bobby Brown, britische Schauspielerin
- 19. Februar: Luca Harrington, neuseeländischer Freestyle-Skier
- 20. Februar: Emelie Fast, schwedische Schwimmerin
- 20. Februar: Imaobong Nse Uko, nigerianische Sprinterin
- 20. Februar: Nathan Wicht, Schweizer Fußballspieler
- 21. Februar: Carlotta Weide, deutsche Schauspielerin
- 23. Februar: Leon Avdullahu, Schweizer Fußballspieler
- 24. Februar: Jalon Walker, US-amerikanischer American-Football-Spieler
- 25. Februar: Roman Staněk, tschechischer Automobilrennfahrer
- 27. Februar: Linus Gechter, deutscher Fußballspieler
- 28. Februar: Ruben Storck, deutscher Schauspieler

### März
- 08. März: Kit Connor, britischer Schauspieler
- 10. März: Mace Coronel, US-amerikanischer Schauspieler
- 10. März: Lennard Nieleck, deutscher Eishockeyspieler
- 11. März: Miriam Hils, deutsche Fußballspielerin
- 11. März: Margarita Kolosov, deutsche Rhythmische Sportgymnastin
- 13. März: Cori Gauff, US-amerikanische Tennisspielerin
- 17. März: Jillian Highfill, US-amerikanische Skispringerin
- 18. März: Ari Repellin, französischer Skispringer
- 23. März: Helena Dornheim, deutsche Volleyballspielerin
- 24. März: Eliza Faria, kanadische Schauspielerin
- 25. März: Selina Grotian, deutsche Biathletin
- 25. März: Keke Topp, deutscher Fußballspieler
- 26. März: Matěj Švancer, tschechisch-österreichischer Freestyle-Skier
- 26. März: Mohamed Touré, australisch-liberianischer Fußballspieler
- 30. März: Richard Steele, Fußballspieler von den Nördlichen Marianen
- 30. März: Emilia Warenski, österreichische Schauspielerin

### April
- 07. April: Kya-Celina Barucki, deutsche Schauspielerin
- 12. April: Kim Je-deok, südkoreanischer Bogenschütze
- 12. April: Mark-Markos Kehva, estnischer Biathlet
- 17. April: Kyla Drew Simmons, US-amerikanische Schauspielerin
- 20. April: Arttu Heikkinen, finnischer Biathlet
- 20. April: Rok Masle, slowenischer Skispringer
- 23. April: Fred Richard, US-amerikanischer Turner
- 25. April: Stella Pepper, deutsche Schauspielerin

### Mai
- 01. Mai: Charli D’Amelio, US-amerikanische Influencerin
- 03. Mai: Barry Baltus, belgischer Motorradrennfahrer
- 04. Mai: Marcel Wenig, deutscher Fußballspieler
- 09. Mai: William Flaherty, puerto-ricanischer Skirennläufer
- 17. Mai: Aaron Kissiov, deutscher Nachwuchsschauspieler
- 25. Mai: Pedro Acosta, spanischer Motorradrennfahrer
- 27. Mai: Yanick Wasser, Schweizer Skispringer
- 27. Mai: You Young, südkoreanische Eiskunstläuferin
- 28. Mai: Zhang Jiaqi, chinesische Wasserspringerin
- 29. Mai: Enzo Valentim, brasilianischer Motorradrennfahrer
- 31. Mai: Alberto Surra, italienischer Motorradrennfahrer

### Juni
- 01. Juni: Taylor Barnard, britischer Automobilrennfahrer
- 02. Juni: Jenny Richardson, britische Schauspielerin
- 05. Juni: Tim Kloss, deutscher Fußballspieler
- 14. Juni: Chloe Chambers, US-amerikanische Automobilrennfahrerin
- 15. Juni: Julius Gause, deutscher Schauspieler
- 15. Juni: Sterling Jerins, US-amerikanische Schauspielerin
- 23. Juni: Mana Ashida, japanische Schauspielerin und Sängerin
- 25. Juni: Michail Schaidorow, kasachischer Eiskunstläufer
- 28. Juni: Izan Guevara, spanischer Motorradrennfahrer

### Juli
- 02. Juli: Anaëlle Bondoux, französische Biathletin
- 06. Juli: Olena Horodna, ukrainische Biathletin
- 09. Juli: Alexander Sladek, österreichischer Filmschauspieler
- 15. Juli: Lorenzo Fellon, französischer Motorradrennfahrer
- 16. Juli: Amiah Miller, US-amerikanische Schauspielerin und Model
- 20. Juli: Vilho Palosaari, finnischer Skispringer
- 20. Juli: Miller Thomson, schottischer Fußballspieler
- 22. Juli: Danil Wassiljew, kasachischer Skispringer
- 26. Juli: Dilano van ’t Hoff, niederländischer Automobilrennfahrer († 2023)
- 27. Juli: Isak Andreas Langmo, norwegischer Skispringer
- 29. Juli: Célia Henaff, französische Biathletin
- 29. Juli: Liam Maendl-Lawrance, deutscher Dartspieler

### August
- 04. August: Anton Kortschuk, ukrainischer Skispringer
- 04. August: Iván Ortolá, spanischer Motorradrennfahrer
- 05. August: Gavi, spanischer Fußballspieler
- 08. August: Anhelina Brykina, ukrainische Freestyle-Skierin
- 11. August: Mia Hays, US-amerikanische Schauspielerin und Model
- 11. August: Umut Tohumcu, deutsch-türkischer Fußballspieler
- 18. August: Fabian Suchodolski, polnischer Biathlet
- 19. August: Siena Agudong, US-amerikanische Schauspielerin
- 20. August: Nicolò Tresoldi, deutsch-italienischer Fußballspieler
- 23. August: Erik Belshaw, US-amerikanischer Skispringer
- 23. August: Frederick Lubin, britischer Automobilrennfahrer
- 23. August: Troy Podmilsak, US-amerikanischer Freestyle-Skier

### September
- 02. September: Carl Wattana Bennett, thailändischer Automobilrennfahrer
- 04. September: Hanna Faulhaber, US-amerikanische Freestyle-Skierin
- 09. September: Max Dehning, deutscher Leichtathlet
- 11. September: Lukas Jung, deutscher Eishockeyspieler
- 13. September: Leandro Morgalla, deutscher Fußballspieler
- 18. September: Nodirbek Abdusattorov, usbekischer Schachgroßmeister
- 23. September: Niccolò Pisilli, italienischer Fußballspieler
- 25. September: Guan Chenchen, chinesische Turnerin
- 28. September: Isack Hadjar, französischer Automobilrennfahrer

### Oktober
- 01. Oktober: Ilaria Scattolo, italienische Biathletin
- 03. Oktober: Jessica Gadirova, britische Kunstturnerin
- 03. Oktober: Amandine Mengin, französische Biathletin
- 03. Oktober: Noah Schnapp, kanadisch-US-amerikanischer Schauspieler
- 06. Oktober: Ayman Aourir, marokkanisch-deutscher Fußballspieler
- 07. Oktober: Letizia Roscher, deutsche Eiskunstläuferin
- 08. Oktober: Julia Ituma, italienische Volleyballspielerin († 2023)
- 12. Oktober: Darci Lynne Farmer, US-amerikanische Bauchrednerin und Sängerin, Gewinnerin von America’s Got Talent 2017
- 14. Oktober: Gabriel Bortoleto, brasilianischer Automobilrennfahrer
- 14. Oktober: Oliver Goethe, deutsch-dänischer Automobilrennfahrer
- 19. Oktober: Abilass Jeyarajah, sri-lankisches bei der Flutkatastrophe 2004 von seinen Eltern getrenntes Kind
- 20. Oktober: Vincent Hahnen, deutscher Schauspieler
- 25. Oktober: David Reinbacher, österreichischer Eishockeyspieler
- 29. Oktober: Linus Moog, deutscher Schauspieler und DJ
- 29. Oktober: Tom Rothe, deutscher Fußballspieler
- 30. Oktober: Elisha Henig, US-amerikanischer Schauspieler
- 31. Oktober: Aaron Zehnter, deutscher Fußballspieler

### November
- 04. November: Luis Immanuel Rost, deutscher Schauspieler
- 06. November: Abdoulaye Kamara, guineisch-französischer Fußballspieler
- 08. November: Anton Kasakow, ukrainischer Snookerspieler
- 11. November: Oakes Fegley, US-amerikanischer Schauspieler
- 15. November: Vincent Keymer, deutscher Schachgroßmeister, jüngster Großmeister der deutschen Schachgeschichte
- 15. November: Matilde Lorenzi, italienische Skirennläuferin († 2024)
- 20. November: Youssoufa Moukoko, deutsch-kamerunischer Fußballspieler
- 23. November: Lorenzo Fluxá, spanischer Autorennfahrer
- 23. November: Carla Hüttermann, deutsche Schauspielerin

### Dezember
- 04. Dezember: Sheng Lihao, chinesischer Sportschütze
- 07. Dezember: Matthías Davíð Matthíasson, isländischer Sänger
- 12. Dezember: Kerr Smith, schottischer Fußballspieler
- 17. Dezember: Daniel Bacher, österreichischer Freestyle-Skier
- 18. Dezember: Jonas Ried, deutscher Automobilrennfahrer
- 21. Dezember: Ângelo, brasilianischer Fußballspieler
- 23. Dezember: Chaka Traorè, ivorischer Fußballspieler
- 25. Dezember: Laila Padotzke, deutsche Schauspielerin
- 27. Dezember: Vladislav Lomko, russischer Automobilrennfahrer
- 30. Dezember: Lyliana Wray, US-amerikanische Schauspielerin
- 31. Dezember: Alessia Mîțu-Cosca, rumänische Skispringerin

### Tag unbekannt
- Emilia Eidt, deutsche Schauspielerin
- Johanna Götting, deutsche Schauspielerin
- Jule Hermann, deutsche Schauspielerin
- Polina Schmal, deutsch-russische Schauspielerin

## Gestorben
Dies ist eine Liste der bedeutendsten Persönlichkeiten, die 2004 verstorben sind. Für eine ausführlichere Liste siehe Nekrolog 2004.

### Januar
- 01. Januar: Vitín Avilés, puerto-ricanischer Sänger (* 1930)
- 01. Januar: David Scott-Barrett, britischer Offizier (* 1922)
- 06. Januar: Max Adenauer, deutscher Politiker (* 1910)
- 07. Januar: Karl Bock, deutscher Kinderkardiologe (* 1922)
- 09. Januar: Norberto Bobbio, italienischer Rechtsphilosoph und Publizist (* 1909)
- 14. Januar: Uta Hagen, deutsche Schauspielerin (* 1919)
- 17. Januar: Czesław Niemen, polnischer Rocksänger (* 1939)
- 23. Januar: Helmut Newton, deutscher Fotograf (* 1920)
- 25. Januar: Miklós Fehér, ungarischer Fußballspieler (* 1979)
- 26. Januar: Wolf-Dietrich Berg, deutscher Schauspieler und Synchronsprecher (* 1944)
- 27. Januar: Jack Paar, US-amerikanischer Moderator (* 1918)
- 27. Januar: James Pataki, kanadischer Geiger und Bratschist ungarischer Herkunft (* 1925)
- 28. Januar: Mel Pritchard, britischer Musiker (* 1948)
- 29. Januar: O. W. Fischer, österreichischer Schauspieler (* 1915)
- 29. Januar: Fiete Reder, deutscher Handballspieler und -trainer (* 1922)
- 29. Januar: Roy Woods, US-amerikanischer Automobilrennfahrer und Rennstallbesitzer (* 1940)
- 30. Januar: Malachi Favors, US-amerikanischer Jazz-Bassist (* 1937)
- 31. Januar: Hansjürg Steinlin, Schweizer Forstwissenschaftler (* 1921)

### Februar
- 02. Februar: Hans Jakob Schudel, Schweizer Schachfunktionär und Schachspieler (* 1915)
- 04. Februar: Jacques Français, französischer Geigenbauer und -experte (* 1923)
- 06. Februar: Claus Hinrich Casdorff, deutscher Rundfunk- und Fernsehjournalist (* 1925)
- 07. Februar: Rolf Pohle, deutscher Terrorist der RAF (* 1942)
- 07. Februar: Norman Thelwell, britischer Cartoonist (* 1923)
- 08. Februar: Arne Eggebrecht, deutscher Ägyptologe (* 1935)
- 08. Februar: Nicholas Goldschmidt, kanadischer Dirigent, Musikpädagoge, Pianist und Sänger (* 1908)
- 09. Februar: Gerhard Riedmann, österreichischer Schauspieler (* 1925)
- 14. Februar: Marco Pantani, italienischer Radrennfahrer und Tour-de-France-Sieger (* 1970)
- 11. Februar: Alberto Blancafort, spanischer Dirigent und Komponist (* 1928)
- 15. Februar: Abbie Neal, US-amerikanische Country-Musikerin (* 1918)
- 19. Februar: Joachim Leitert, deutscher Motorradrennfahrer (* 1931)
- 20. Februar: Ana Ariel, brasilianische Schauspielerin (* 1930)
- 22. Februar: Irina Press, sowjetische Leichtathletin (* 1939)
- 23. Februar: Vijay Anand, indischer Filmregisseur (* 1934)
- 23. Februar: Carl Anderson, US-amerikanischer Sänger und Schauspieler (* 1945)
- 23. Februar: Bob Marshall, australischer Billardspieler, Politiker und Geschäftsmann (* 1910)
- 24. Februar: Fritz Fabricius, deutscher Rechtswissenschaftler (* 1919)
- 24. Februar: Virtú Maragno, argentinischer Komponist (* 1928)
- 24. Februar: Alfred Orda, polnischer Opernsänger (* 1915)
- 26. Februar: Boris Trajkovski, mazedonischer Politiker (* 1956)
- 29. Februar: Lew Jakowlewitsch Abramow, russischer Schachspieler und -schiedsrichter (* 1911)
- 29. Februar: Danny Ortiz, guatemaltekischer Fußballspieler (* 1976)
- 29. Februar: Reinhardt Richter, deutscher Theologe (* 1928)
- 29. Februar: Witold Rudziński, polnischer Komponist (* 1913)

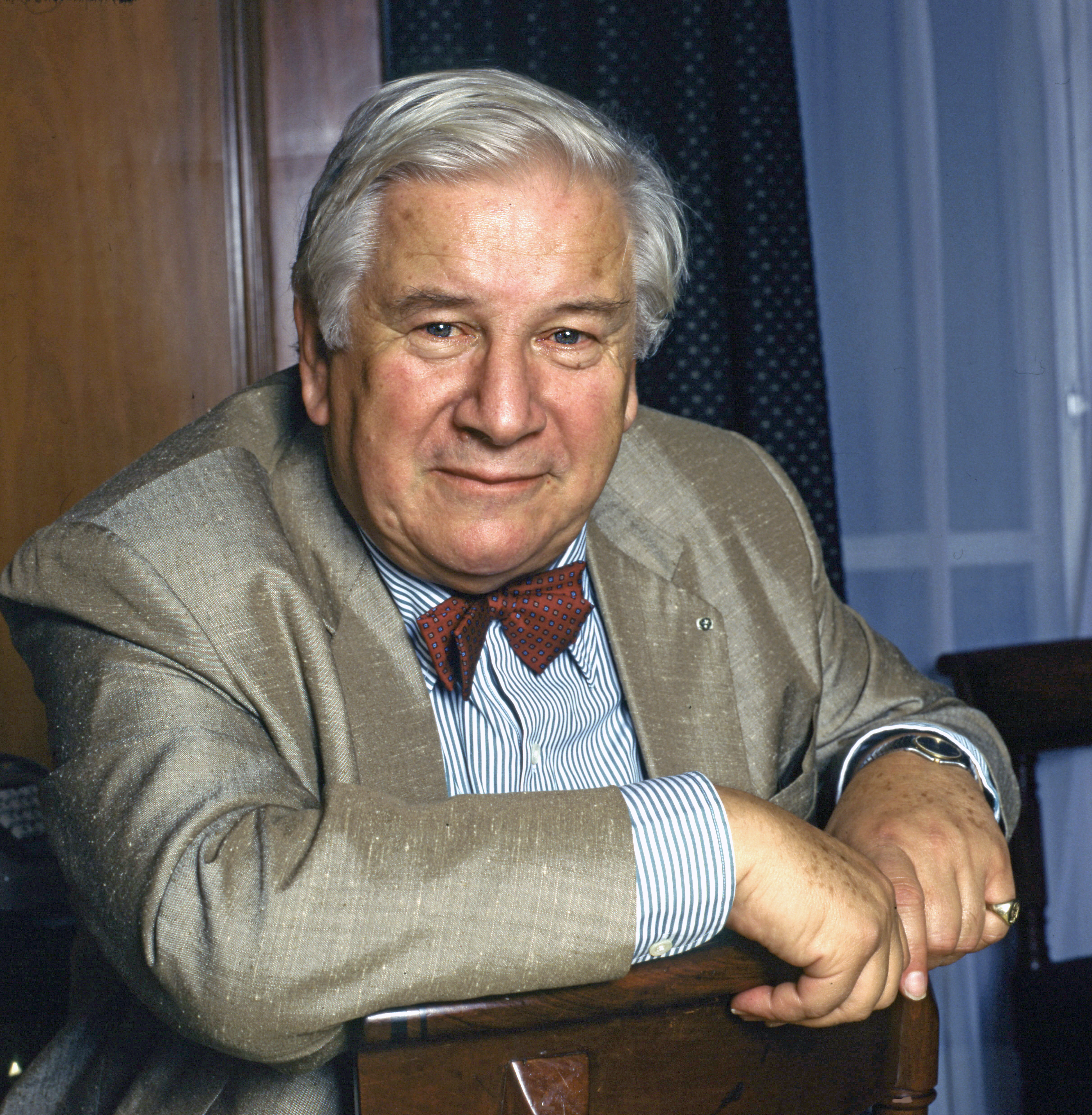
Peter Ustinov († 28. März)

### März
- 03. März: Cecily Adams, US-amerikanische Schauspielerin und Regisseurin (* 1958)
- 04. März: John McGeoch, schottischer Gitarrist (* 1955)
- 05. März: Carlos Julio Arosemena Monroy, ecuadorianischer Rechtsanwalt und Politiker (* 1919)
- 06. März: Rudolf am Bach, Schweizer Pianist und Musikpädagoge (* 1919)
- 06. März: Eugene Kash, kanadischer Geiger, Dirigent und Musikpädagoge (* 1912)
- 08. März: Abu Abbas, palästinensischer Politiker (* 1948)
- 08. März: Jan Lichardus, deutscher Prähistoriker (* 1939)
- 13. März: Franz Kardinal König, 1956 bis 1985 Erzbischof von Wien (* 1905)
- 15. März: Sigrid Wegner-Korfes, deutsche Historikerin (* 1933)
- 17. März: Bernie Scherer, US-amerikanischer American-Football-Spieler (* 1913)
- 18. März: Erna Spoorenberg, niederländische Sopranistin (* 1926)
- 19. März: Josef Stingl, deutscher Politiker, Präsident der Bundesanstalt für Arbeit (* 1919)

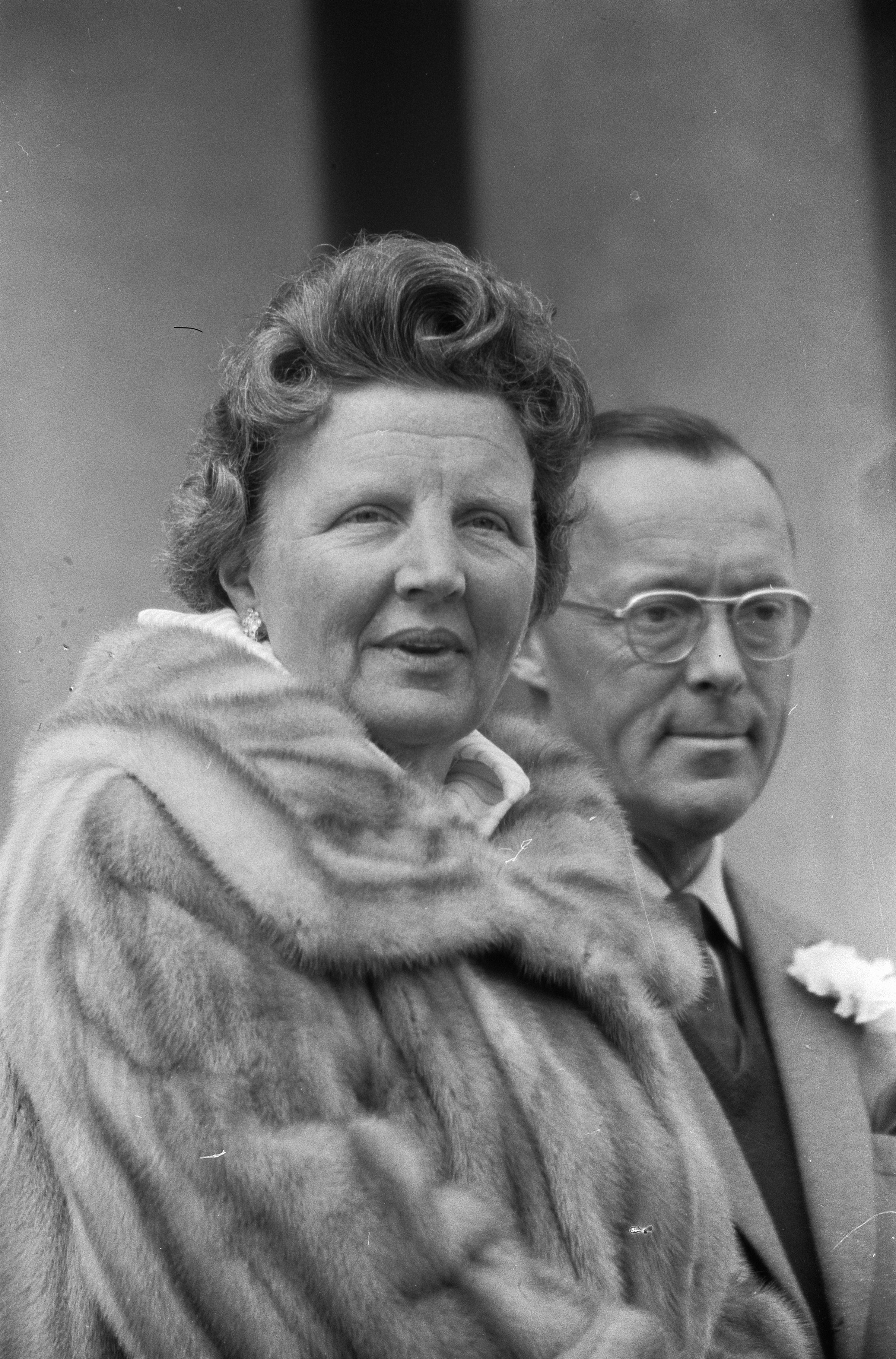
Königin Juliana, 1960

- 20. März: Juliana von Oranien-Nassau, niederländische Königin (* 1909)
- 21. März: Johnny Bristol, US-amerikanischer Sänger, Produzent und Songschreiber (* 1939)
- 22. März: Ahmad Yasin, Hamas-Gründer (* 1936)
- 22. März: Gerhardt Preuschen, deutscher Agrarwissenschaftler (* 1908)
- 23. März: Lorand Fenyves, US-amerikanischer Geiger und Musikpädagoge ungarisch-jüdischer Herkunft (* 1918)
- 28. März: Robert Merle, französischer Schriftsteller (* 1908)
- 28. März: Sir Peter Ustinov, britischer Regisseur, Schauspieler und Schriftsteller (* 1921)
- 31. März: Luigi Agustoni, Schweizer Theologe, Kirchenmusiker und Professor (* 1917)

### April
- 01. April: Karl Born, deutscher Seemann, Pilot und Kinobetreiber (* 1910)
- 01. April: Edgar Dören, deutscher Automobilrennfahrer (* 1941)
- 02. April: Erich Ahlers, deutscher Gartenbaudirektor (* 1909)
- 02. April: John Hadji Argyris, griechischer Bauingenieur (* 1913)
- 04. April: Georges Auclair, französischer Journalist und Schriftsteller (* 1920)
- 11. April: Megumu Sagisawa, japanische Schriftstellerin (* 1968)
- 11. April: Said El-Naggar, ägyptischer Hochschullehrer und Mitglied des WTO Appellate Body (* 1920)
- 13. April: Elden C. Bailey, US-amerikanischer Perkussionist und Musikpädagoge (* 1922)
- 15. April: Maury Schleicher, US-amerikanischer American-Football-Spieler (* 1937)
- 17. April: Abd al-Aziz ar-Rantisi, Hamas-Führer (* 1947)
- 18. April: Ratu Sir Kamisese Mara, fidschianischer Politiker (* 1920)
- 19. April: Norris McWhirter, britischer Verleger (* 1925)
- 21. April: Fritz Arlt, deutscher Funktionär (* 1912)
- 22. April: Pat Tillman, US-amerikanischer American-Football-Spieler und Soldat der United States Army (* 1976)
- 24. April: Estée Lauder, US-amerikanische Gründerin des internationalen Kosmetik-Imperiums (* 1906)
- 27. April: Gleason L. Archer, US-amerikanischer Altertumswissenschaftler und Alttestamentler (* 1916)

### Mai

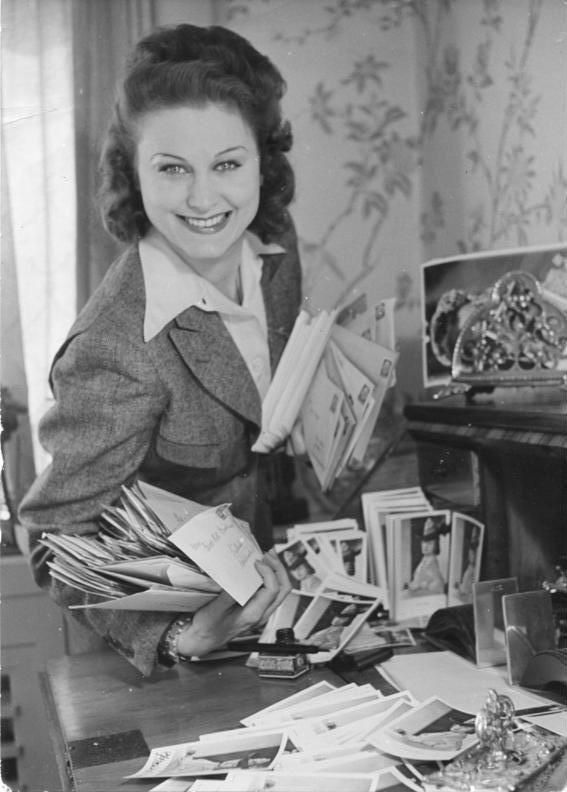
Marika Rökk, 1940

- 03. Mai: Ken Downing, britischer Automobilrennfahrer (* 1917)
- 09. Mai: Achmad Kadyrow, tschetschenischer Präsident (* 1951)
- 12. Mai: John LaPorta, US-amerikanischer Jazz-Klarinettist (* 1920)
- 13. Mai: Kjell Bækkelund, norwegischer Pianist (* 1930)
- 13. Mai: Muhammad Nawaz, pakistanischer Speerwerfer (* 1924)
- 16. Mai: Marika Rökk, ungarische Sängerin und Schauspielerin (* 1913)
- 17. Mai: Peggie Sampson, kanadische Cellistin, Gambistin und Musikpädagogin (* 1912)
- 19. Mai: Elvio Romero, paraguayischer Dichter (* 1926)
- 27. Mai: Umberto Agnelli, italienischer Unternehmer. (* 1934)
- 27. Mai: Gerhard Ammann, österreichischer Politiker (* 1936)
- 27. Mai: Werner Tübke, deutscher Maler und Graphiker (* 1929)
- 28. Mai: Jerzy Klempel, polnischer Handballspieler (* 1953)
- 29. Mai: Ivica Šerfezi, jugoslawischer Schlagersänger (* 1935)

### Juni
- 02. Juni: Jonathan D. Kramer, US-amerikanischer Komponist, Musikwissenschaftler und -pädagoge (* 1942)
- 02. Juni: Bobb Schaeffer, US-amerikanischer Wirbeltierpaläontologe (* 1913)
- 03. Juni: Thomas Forsberg, schwedischer Musiker und Frontmann der Metal-Band Bathory (* 1966)
- 04. Juni: Hermann Argelander, deutscher Internist und Psychoanalytiker (* 1920)

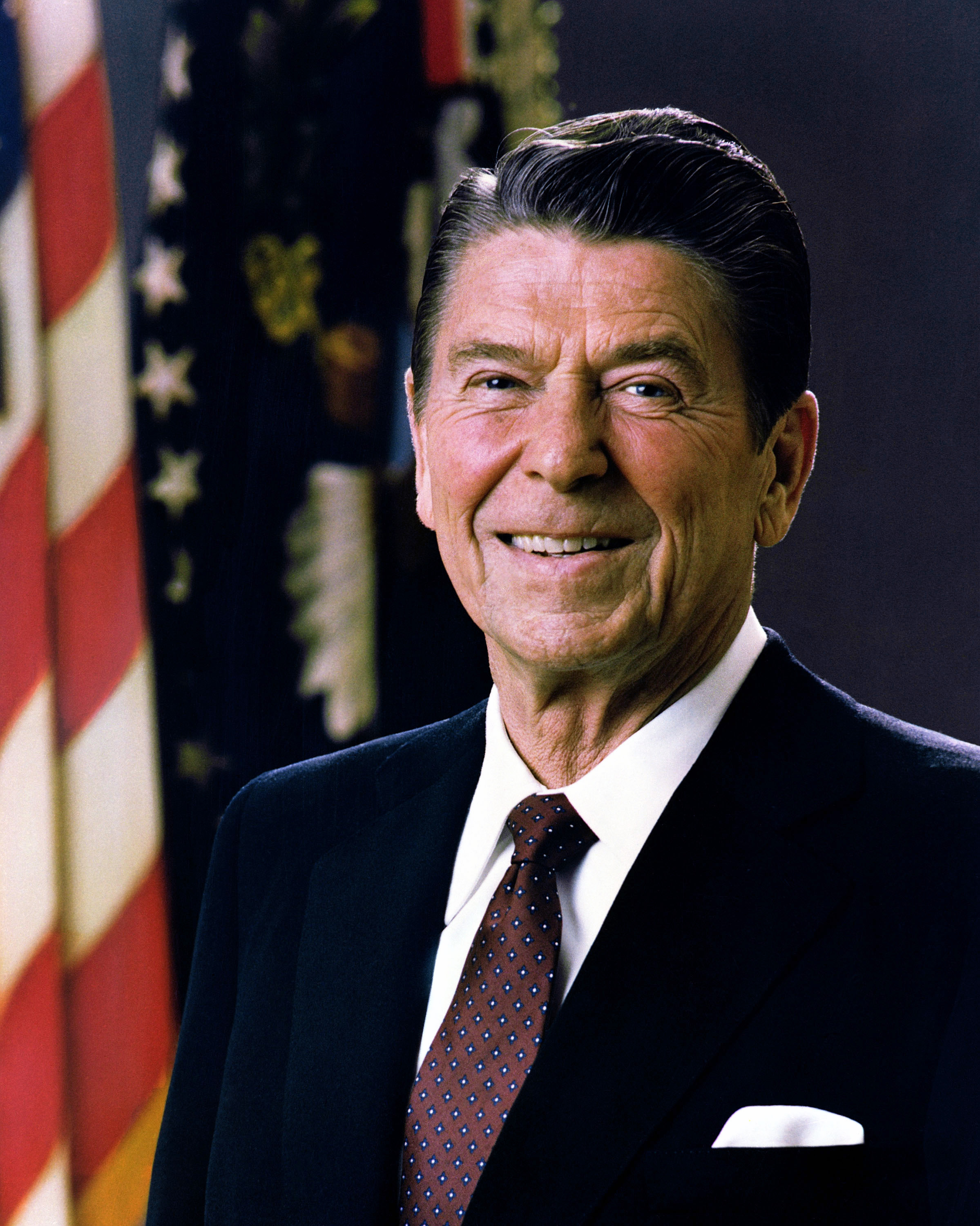
Ronald Reagan († 5. Juni)

- 05. Juni: Ronald Reagan, US-amerikanischer Politiker, Präsident (* 1911)
- 07. Juni: Roger Matton, kanadischer Komponist und Musikethnologe (* 1929)
- 09. Juni: Roosevelt Brown, US-amerikanischer American-Football-Spieler (* 1932)

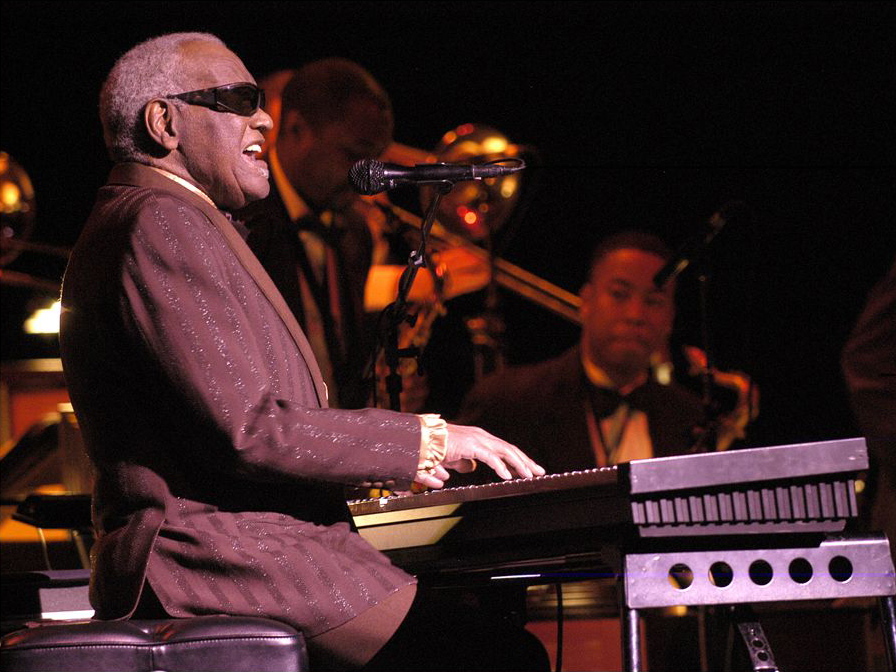
Ray Charles († 10. Juni)

- 10. Juni: Ray Charles, US-amerikanischer Soul-Musiker (* 1930)
- 13. Juni: Jennifer Nitsch, deutsche Schauspielerin (* 1966)
- 16. Juni: Thanom Kittikachorn, ehemaliger Premierminister Thailands (* 1911)
- 17. Juni: Siegfried Künkele, deutscher Jurist und Botaniker (* 1931)
- 18. Juni: Heinz Hoene, deutscher Feuerwehrmann (* 1910)
- 20. Juni: Hanns Cibulka, deutscher Schriftsteller und Lyriker (* 1920)
- 26. Juni: Ott Arder, estnischer Dichter, Kinderbuchautor und Übersetzer (* 1950)
- 26. Juni: Adolf Emile Cohen, niederländischer Historiker (* 1913)
- 26. Juni: Heinrich Franke, deutscher Politiker (* 1928)
- 27. Juni: Erik Blumenthal, deutscher Psychologe, Graphologe und Psychotherapeut (* 1914)
- 27. Juni: Carlos Botto Vallarino, chilenischer Komponist und Musikpädagoge (* 1923)
- 27. Juni: Fausto Romitelli, italienischer Komponist (* 1963)
- 28. Juni: Hisashi Nozawa, japanischer Schriftsteller (* 1960)

### Juli

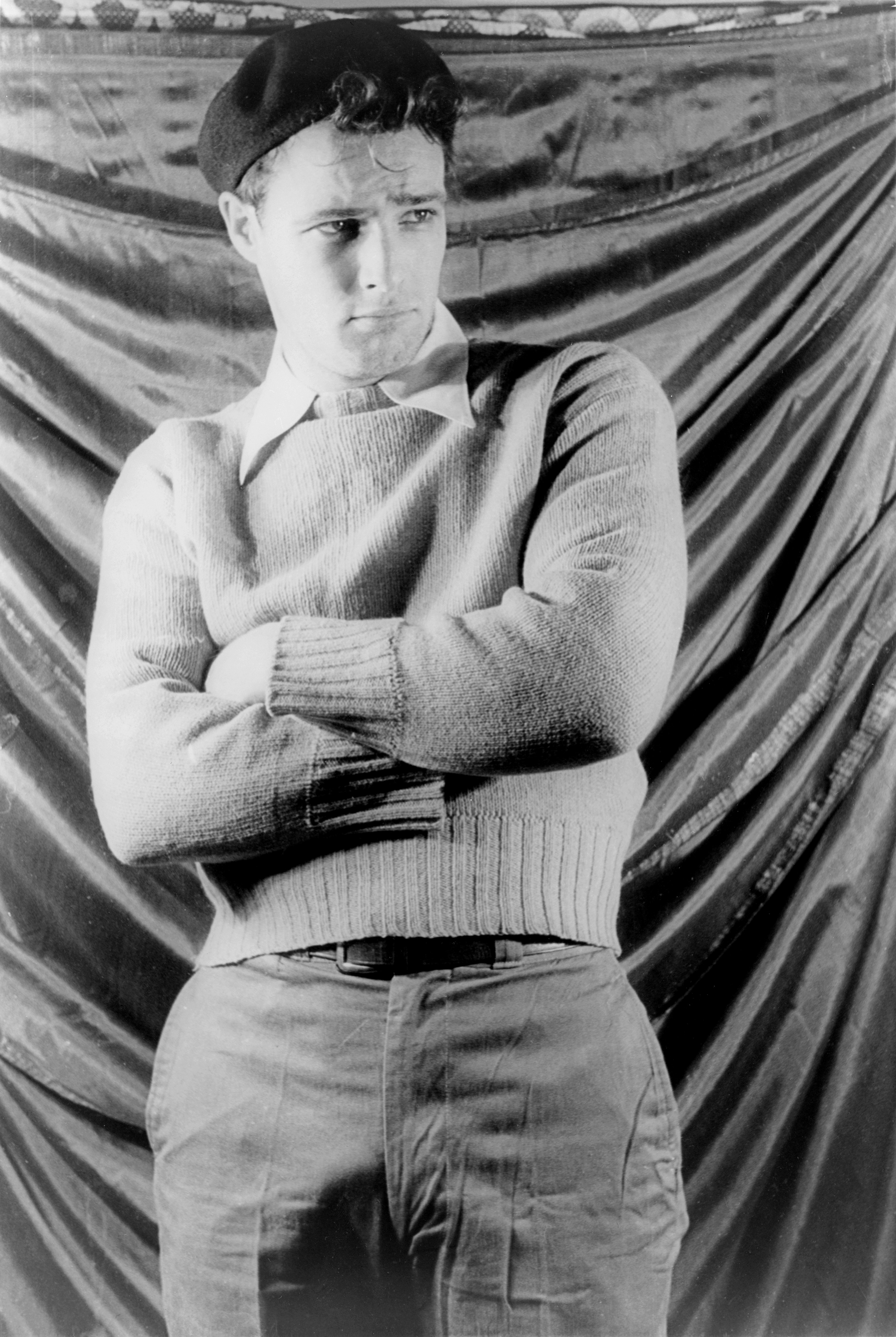
Marlon Brando, 1948

- 01. Juli: Marlon Brando, US-amerikanischer Schauspieler (* 1924)
- 01. Juli: Edward Joseph Hoffman, US-amerikanischer Wissenschaftler (* 1942)
- 05. Juli: Rodger Ward, US-amerikanischer Automobilrennfahrer (* 1921)

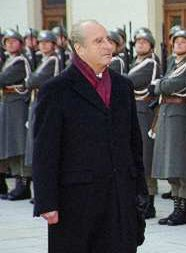
Thomas Klestil.

- 06. Juli: Keiko Atori, japanische Manga-Zeichnerin und Illustratorin (* 1969)
- 06. Juli: Thomas Klestil, österreichischer Bundespräsident (* 1932)
- 10. Juli: Hans-Jürgen Fuhrhop, deutscher Politiker der CDU (* 1915)
- 10. Juli: Inge Meysel, deutsche Schauspielerin (* 1910)
- 13. Juli: Enriquillo Sánchez Mulet, dominikanischer Schriftsteller, Journalist und Hochschullehrer (* 1947)
- 16. Juli: Billy Mo, Swing- und Jazzmusiker (* 1923)
- 16. Juli: George Busbee, amerikanischer Politiker (* 1927)
- 21. Juli: Jerry Goldsmith, US-amerikanischer Filmmusikkomponist (* 1929)
- 22. Juli: Sacha Distel, französischer Chansonnier, Gitarrist und Komponist (* 1933)
- 22. Juli: Bodo Hauser, deutscher Journalist und Moderator (* 1946)
- 23. Juli: Josef Rickenbacher, Schweizer Bildhauer (* 1925)
- 24. Juli: Bob Azzam, ägyptischer Sänger, Bandleader und Komponist (* 1925)
- 28. Juli: Francis Crick, britischer Physiker und Biochemiker (* 1916)
- 30. Juli: Jan Hanuš, tschechischer Komponist (* 1915)

### August
- 02. August: Agustín Pérez Pardella, argentinischer Schriftsteller (* 1928)
- 05. August: Uri Adelman, israelischer Schriftsteller, Musiker und Komponist (* 1958)
- 06. August: Rick James, US-amerikanischer Funk-Musiker (* 1948)
- 08. August: Willibald Hilf, deutscher Rundfunkintendant (* 1931)
- 08. August: Fay Wray, US-amerikanische Schauspielerin (* 1907)
- 09. August: Annemarie Marks-Rocke, deutsche Schauspielerin, Schauspiellehrerin und Hörspielsprecherin (* 1901)
- 11. August: Wolfgang J. Mommsen, deutscher Historiker (* 1930)
- 13. August: Julia Child, US-amerikanische Köchin (* 1912)
- 16. August: Ivan Hlinka, tschechischer Eishockeyspieler und -trainer (* 1950)
- 16. August: John Unnerud, norwegischer Rallyefahrer (* 1930)
- 17. August: Gérard Souzay, französischer Sänger (* 1918)
- 17. August: Arrigo Wittler, deutscher Maler (* 1918)
- 19. August: George Gibson, US-amerikanischer American-Football-Spieler (* 1905)
- 19. August: Günter Rexrodt, deutscher Politiker und Wirtschaftsminister (FDP) (* 1941)
- 22. August: Ota Šik, tschechisch-schweizerischer Wirtschaftswissenschaftler und Maler (* 1919)
- 26. August: Laura Branigan, US-amerikanische Popsängerin (* 1952)
- 27. August: Julio Tahier, argentinischer Autor und Regisseur (* 1906)
- 29. August: Leonardus Benyamin Moerdani, indonesischer Verteidigungsminister und Armeechef (* 1932)
- 29. August: Suehiro Tanemura, japanischer Germanist, Übersetzer und Literaturkritiker (* 1933)
- 30. August: Fred Whipple, US-amerikanischer Astronom (* 1906)
- 31. August: Adelmo Melecci, kanadischer Organist, Komponist und Musikpädagoge (* 1899)

### September
- 02. September: Kieth Engen, US-amerikanischer Opernsänger (* 1925)
- 03. September: Hugo Staudinger, deutscher Historiker und Wissenschaftstheoretiker (* 1921)
- 04. September: Aquilino Boyd, panamaischer Diplomat und Politiker (* 1921)
- 04. September: Moe Norman, kanadischer Profigolfer (* 1929)
- 05. September: Hans A. Krässig, deutscher Chemiker (* 1919)
- 09. September: Ernie Ball, US-amerikanischer Musiker und Hersteller von Saiten für Musikinstrumente (* 1930)
- 09. September: Jan de Vroom, niederländischer Automobilrennfahrer und Unternehmer (* 1927)
- 10. September: Brockman Adams, US-amerikanischer Politiker (* 1927)
- 12. September: Ahmed Dini Ahmed, dschibutischer Politiker (* 1932)
- 12. September: Jack Turner, US-amerikanischer Automobilrennfahrer (* 1920)

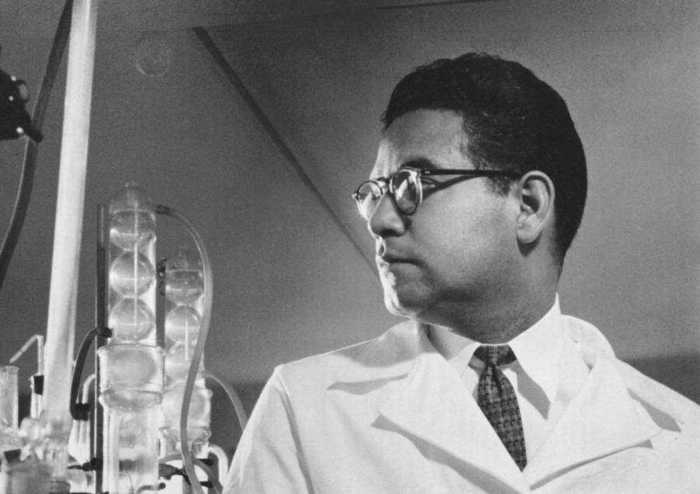
Luis E. Miramontes

- 13. September: Luis E. Miramontes, mexikanischer Chemiker und Miterfinder der ersten Antibabypille (* 1925)
- 13. September: Weldon Rogers, US-amerikanischer Country-, Rockabilly-Musiker und Produzent (* 1927)
- 14. September: John Seymour, britischer Farmer und Autor (* 1914)
- 14. September: Ove Sprogøe, dänischer Schauspieler (* 1919)
- 15. September: Swen Enderlein, deutscher Endurosportler (* 1978)
- 17. September: John Ralph Armellino, US-amerikanischer Soldat und Politiker (* 1921)
- 18. September: Margret Knoop-Schellbach, deutsche Malerin (* 1913)
- 19. September: Mary Frances Penick, US-amerikanische Pop- und Countrysängerin (* 1931)
- 20. September: Brian Clough, englischer Fußballtrainer (* 1935)
- 22. September: Paul de Roubaix, belgischer Filmregisseur und -produzent (* 1914)
- 23. September: Johann Scherz, österreichischer Karambolagespieler (* 1932)
- 24. September: Raúl Iglesias, kubanischer Pianist und Musikpädagoge (* 1933)
- 26. September: Jürgen Oelschläger, deutscher Motorradrennfahrer (* 1969)
- 28. September: Liviu Comes, rumänischer Komponist (* 1918)
- 29. September: Richard Sainct, französischer Motorradrennfahrer (* 1970)
- 30. September: Paul Eggenberg, Schweizer Lehrer, Manager und Mundart-Schriftsteller (* 1918)

### Oktober
- 03. Oktober: Janet Leigh, US-amerikanische Schauspielerin („Psycho“), (* 1927)
- 03. Oktober: Miriam Solovieff, US-amerikanische Geigerin und Musikpädagogin (* 1921)
- 04. Oktober: Michael Grant, englischer Altphilologe und Althistoriker (* 1914)
- 07. Oktober: Miki Matsubara, japanische Sängerin, Liedtexterin und Komponistin (* 1959)
- 10. Oktober: Kelsey Jones, kanadischer Komponist, Cembalist, Pianist, Organist, Dirigent und Musikpädagoge (* 1922)
- 10. Oktober: Christopher Reeve, US-amerikanischer Schauspieler (* 1952)
- 11. Oktober: Reinhard Hesse, deutscher Journalist und Redenschreiber (* 1956)
- 17. Oktober: Celio González, kubanischer Sänger (* 1924)
- 19. Oktober: Kenneth E. Iverson, kanadischer Mathematiker und Informatiker (* 1920)
- 21. Oktober: Flor Roffé de Estévez, venezolanische Musikpädagogin und Komponistin (* 1921)
- 23. Oktober: Christian Büttrich, deutscher Germanist und Bibliothekar (* 1935)
- 25. Oktober: Brigitte Adler, deutsche Politikerin (* 1944)
- 27. Oktober: Claude Helffer, französischer Pianist (* 1922)
- 28. Oktober: Gertrud Burgsthaler-Schuster, österreichische Opernsängerin (* 1916)
- 28. Oktober: Maximos Salloum, libanesischer Erzbischof (* 1920)
- 29. Oktober: Washington Castro, argentinischer Komponist und Dirigent (* 1909)
- 29. Oktober: Alice Herzogin von Gloucester, englische Prinzessin und ältestes Mitglied einer königlichen Familie weltweit (* 1901)

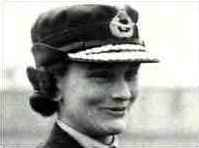
Alice Herzogin von Gloucester

- 30. Oktober: Billy Jim Layton, US-amerikanischer Komponist (* 1924)

### November

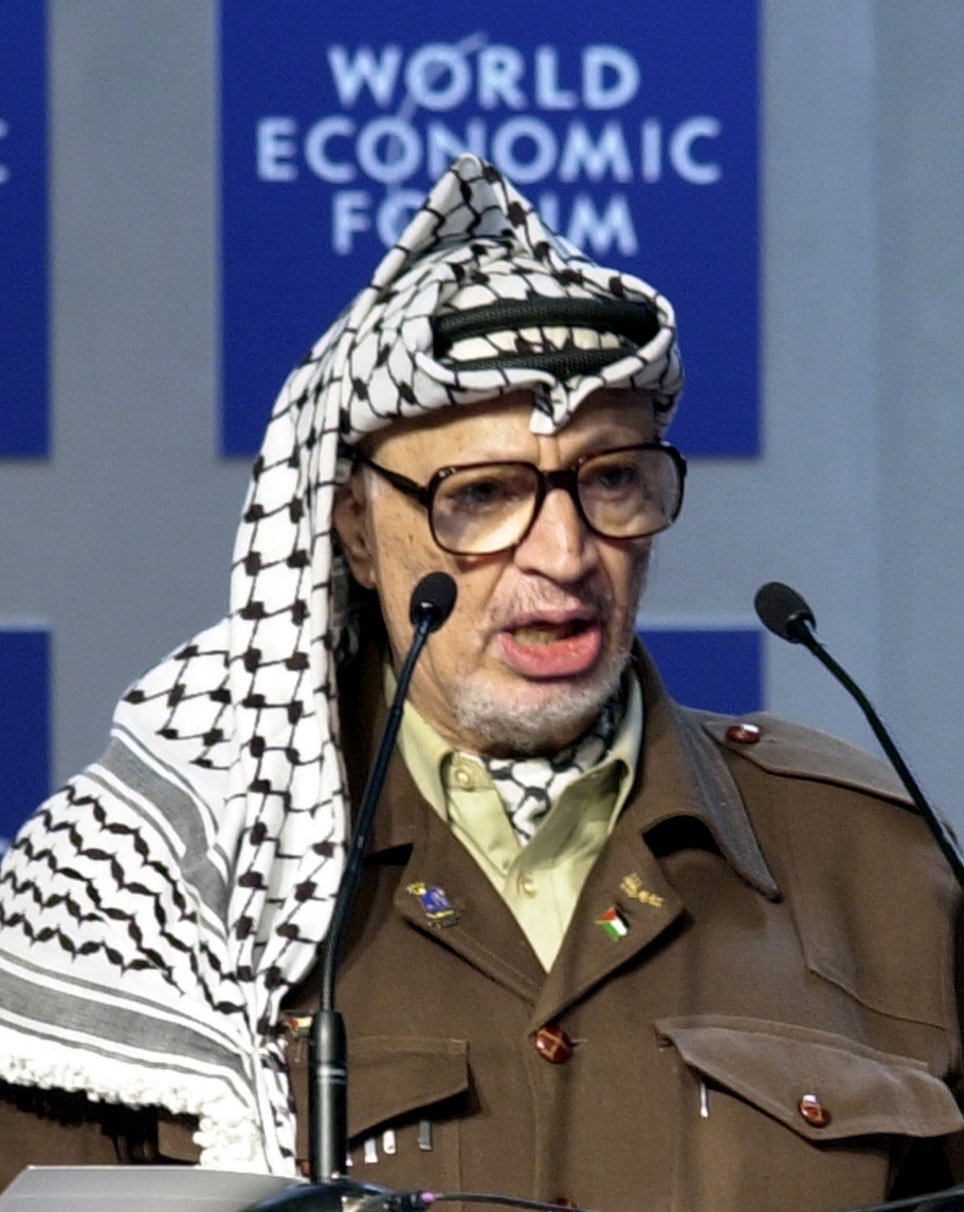
Jassir Arafat, 2001

- 01. November: Mark Ledford, US-amerikanischer Jazzmusiker (* 1960)
- 01. November: Klaus-Günter Pods, deutscher Jurist (* 1954)
- 02. November: Theo van Gogh, niederländischer Filmemacher und Satiriker (* 1957)
- 03. November: Joe Bushkin, US-amerikanischer Jazzpianist (* 1916)
- 06. November: Augusto Aristizábal Ospina, kolumbianischer Bischof (* 1928)
- 07. November: Yamashiro Tomoe, japanische Schriftstellerin (* 1912)
- 09. November: Stieg Larsson, schwedischer Schriftsteller (* 1954)
- 09. November: Eiji Morioka, japanischer Boxer (* 1946)
- 11. November: Jassir Arafat, palästinensischer Präsident (* 1929)
- 13. November: Domingo Cura, argentinischer Perkussionist (* 1929)
- 13. November: Richard Alan Simmons, US-amerikanischer Drehbuchautor und Fernsehproduzent (* 1924)
- 14. November: Rainer Probst deutscher Maler, Pädagoge und Schulpolitiker (* 1941)
- 15. November: Elmer Lee Andersen, US-amerikanischer Politiker (* 1909)
- 15. November: Jürgen Schmidt, deutscher Schauspieler (* 1938)
- 16. November: Otis Dudley Duncan, US-amerikanischer Soziologe (* 1921)
- 19. November: John Robert Vane, britischer Biochemiker (* 1927)
- 24. November: Hugo Dudli, Schweizer Komponist und Dirigent (* 1930)
- 25. November: Eberhard Golla, deutscher Brigadegeneral des Heeres der Bundeswehr (* 1927)
- 25. November: František Smetana, tschechischer Cellist und Musikpädagoge (* 1914)
- 26. November: Abdul-Qader Arnaout, syrischer Islam-Gelehrter (* 1928)
- 26. November: Hans Schaffner, Schweizer Politiker (* 1908)
- 28. November: Sergio Castelletti, italienischer Fußballspieler und -trainer (* 1937)
- 29. November: John Drew Barrymore, US-amerikanischer Schauspieler (* 1932)
- 29. November: Ugo Ferrante, italienischer Fußballspieler (* 1945)
- 30. November: Blanche Moerschel, US-amerikanische Komponistin, Organistin, Pianistin und Musikpädagogin (* 1915)

### Dezember
- 01. Dezember: Prinz Bernhard der Niederlande, niederländischer Prinz deutscher Herkunft (* 1911)
- 04. Dezember: Willy Eichberger, österreichisch-amerikanischer Film- und Theaterschauspieler (* 1902)
- 05. Dezember: Albert E. Kaiser, Schweizer Dirigent und Musikpädagoge (* 1920)
- 06. Dezember: Jack Nethercutt, US-amerikanischer Unternehmer und Automobilrennfahrer (* 1913)
- 08. Dezember: Dimebag Darrell, US-amerikanischer Gitarrist der Band Pantera (* 1966)
- 08. Dezember: Johnny Lockett, britischer Motorrad- und Automobilrennfahrer (* 1915)
- 09. Dezember: Andrea Absolonová, tschechische Turmspringerin (* 1976)
- 12. Dezember: Herbert Dreilich, deutscher Rockmusiker, Sänger der Gruppe Karat (* 1942)
- 14. Dezember: Carsten Peter Thiede, deutscher Historiker und Papyrologe (* 1952)
- 16. Dezember: Martha Carson, US-amerikanische Country-Gospel-Musikerin (* 1921)
- 16. Dezember: Agnes Martin, US-amerikanische Malerin des Abstrakten Expressionismus (* 1912)
- 18. Dezember: Gernot Duda, deutscher Schauspieler und Synchronsprecher (* 1928)
- 19. Dezember: Horst Raspe, deutscher Schauspieler und Synchronsprecher (* 1925)
- 21. Dezember: Roland Ploeger, deutscher Komponist (* 1928)
- 23. Dezember: Rainer Bertram, deutscher Regisseur, Schauspieler, Sänger (* 1932)
- 23. Dezember: John Duarte, englischer Komponist, Gitarrist, Musikpädagoge und -kritiker (* 1919)
- 23. Dezember: Milt Minter, US-amerikanischer Automobilrennfahrer (* 1933)
- 23. Dezember: P. V. Narasimha Rao, indischer Premierminister (* 1921)
- 23. Dezember: Anne Truitt, US-amerikanische Bildhauerin des Minimalismus (* 1921)
- 26. Dezember: Mieszko A. Talarczyk, schwedischer Musiker (* 1974)
- 27. Dezember: Heorhij Kirpa, ukrainischer Politiker (* 1946)
- 28. Dezember: Jerry Orbach, US-amerikanischer Schauspieler (* 1935)
- 28. Dezember: Susan Sontag, US-amerikanische Schriftstellerin (* 1933)

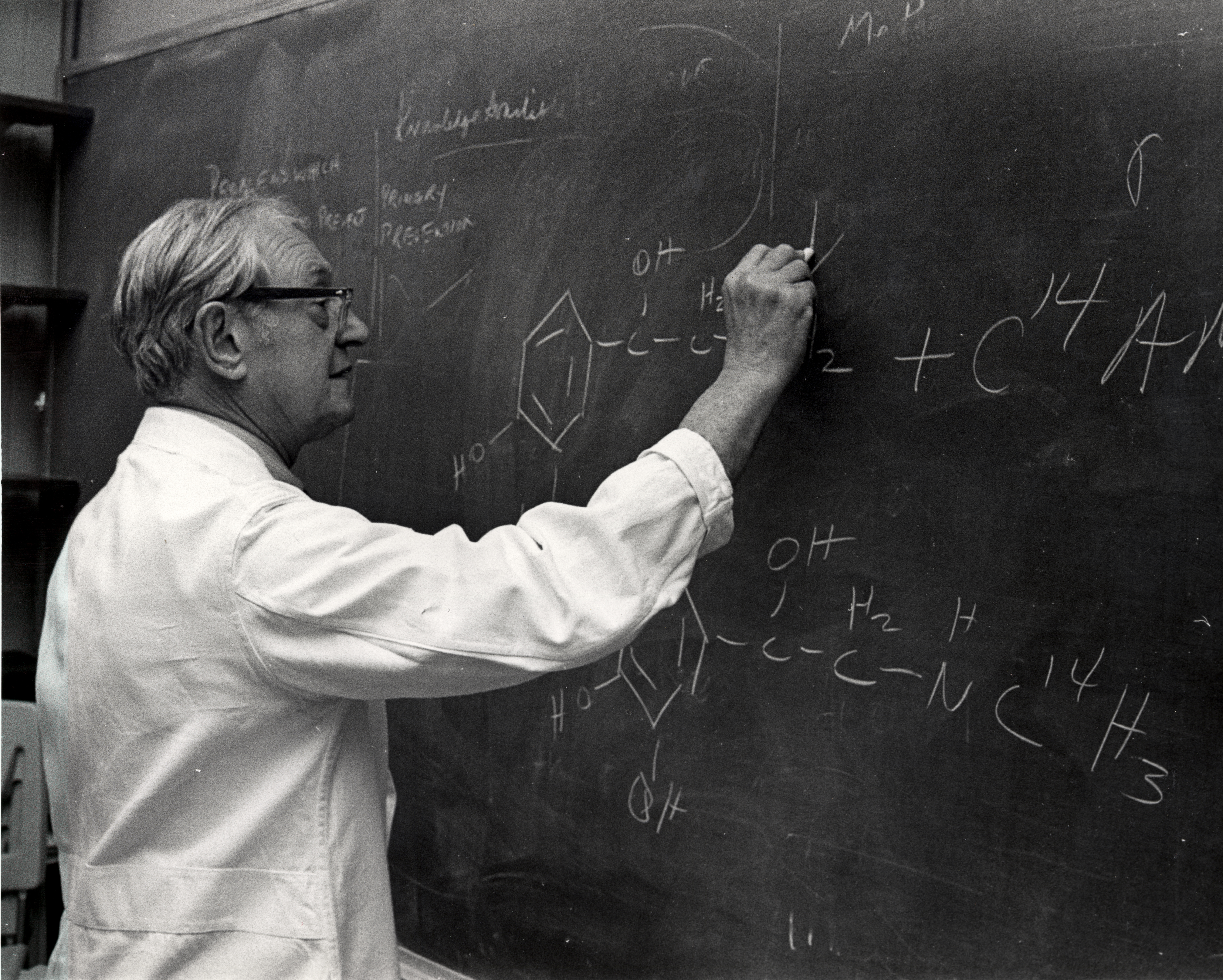
Julius Axelrod

- 29. Dezember: Julius Axelrod, US-amerikanischer Pharmakologe und Neurochemiker (* 1912)
- 30. Dezember: Salvatore Asta, italienischer Erzbischof und vatikanischer Diplomat (* 1915)
- 30. Dezember: Artie Shaw, US-amerikanischer Jazzmusiker (* 1910)
- 30. Dezember: Muriel Stafford, kanadische Organistin, Chorleiterin und Musikpädagogin (* 1906)
- 31. Dezember: Raúl Matas, chilenischer Journalist und Moderator (* 1921)

### Genaues Datum unbekannt
- März: Illo Schieder, deutsche Schlagersängerin (* 1922)
- Frühherbst: Barbara Antkowiak, deutsche Slawistin, Literaturübersetzerin und Lektorin (* 1933)
- Ingrid Becker, deutsche Kunsterzieherin, Malerin und Zeichnerin (* 1943)
- Anneliese Overbeck, deutsche Malerin und Grafikerin (* 1921)
- Ludmilla Ymeri, albanische Cellistin und Musikpädagogin tschechischer Herkunft (* 1924)

## Wissenschaftspreise

### Nobelpreise
- Physik: David Gross, David Politzer und Frank Wilczek
- Chemie: Aaron Ciechanover, Avram Hershko und Irwin Rose
- Medizin: Richard Axel und Linda B. Buck
- Literatur: Elfriede Jelinek
- Frieden: Wangari Muta Maathai
- Wirtschaftswissenschaft: Finn E. Kydland und Edward C. Prescott

### Turing Award
- Vinton G. Cerf und Robert E. Kahn für Pionararbeit auf dem Feld des Internetworking, insbesondere Entwicklung von TCP/IP.